# ルクセンブルクの歴史
本項ではルクセンブルクの歴史について述べる。

## ルクセンブルクの特徴
現在のルクセンブルク大公国は狭い国土ながらも主権を確保した独立国であるが、古来よりドイツ語圏とフランス語圏の境界、あるいは両属する地域として存在してきた。そのためフランス語とドイツ語が主な母語であったが、1984年に初めてルクセンブルク語が公用語に格上げされた。さらに、ルクセンブルクは多言語を操ることができる人々が多い上、人口の30%が外国人である。しかしこの多様性の中、ルクセンブルクはアイデンティティの確保に成功しており、その結果現在も独立国として存在している。このことは、1992年にマーストリヒト条約を調印したにもかかわらず、それに対して国民らが懸念を表したことからも明らかである。
初期の歴史においては現在のルクセンブルク領だけではなく、関連する他のヨーロッパ諸国についても断片的ではあるが記述する。全般については各項目を参照されたい。

## 始まり

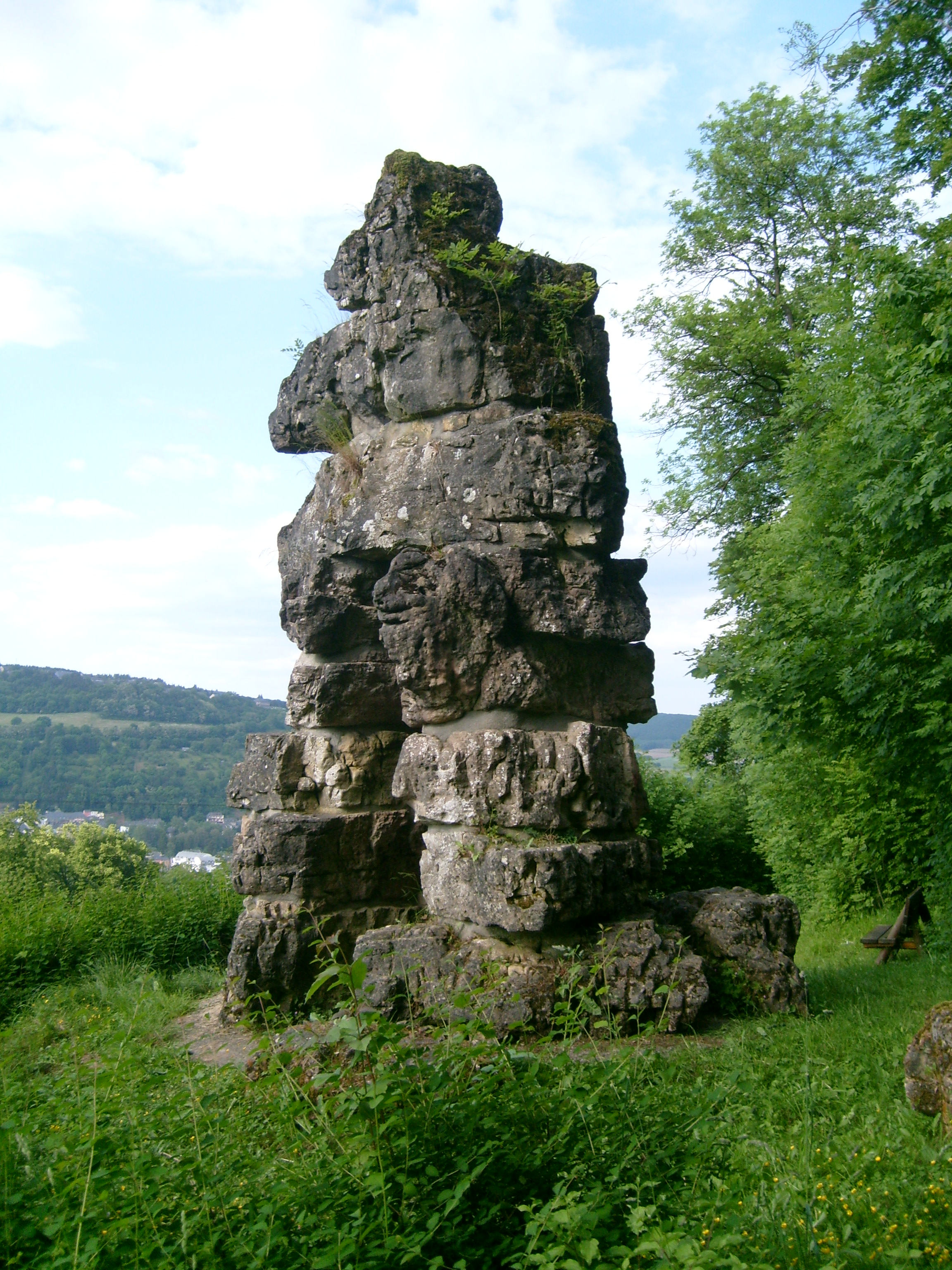
先史時代の遺跡

ルクセンブルクで発見された最古の石器は旧石器時代前期に属するものである。ただし、人類自体の生活遺跡は旧石器時代後期のこととなり、ミューレンダールで発見されている。その後、ロシュプールでは中石器時代に生存していたと見られる若い男性の頭蓋骨が発見されたが、それまでのものは全て洞窟や岩陰で発見されている。新石器時代以降は大地で発見されており、人々が森や谷から活動範囲を移動していたことが推測されている。
青銅器時代はヨーロッパ東部からケルト人らが進出してきた頃には既に始まっており、そのまま鉄器時代へ移行、ケルト人の一派でゲルマン人と混合していたと考えられるトレヴィール人らが紀元前3世紀頃にモーゼル川中流に住み着いた。その後、ローマ人らの進出が始まり、ガリア戦争（紀元前58年 – 紀元前50年）により、ルクセンブルク地域一帯はローマに征服されることとなったが、ローマ人たちは小規模な形で駐屯したため、ルクセンブルク周辺の人種構成には影響を与えることはなかった。ただし、言語構成はその影響を受けたため、ケルト語からラテン語へ重心が移動した。

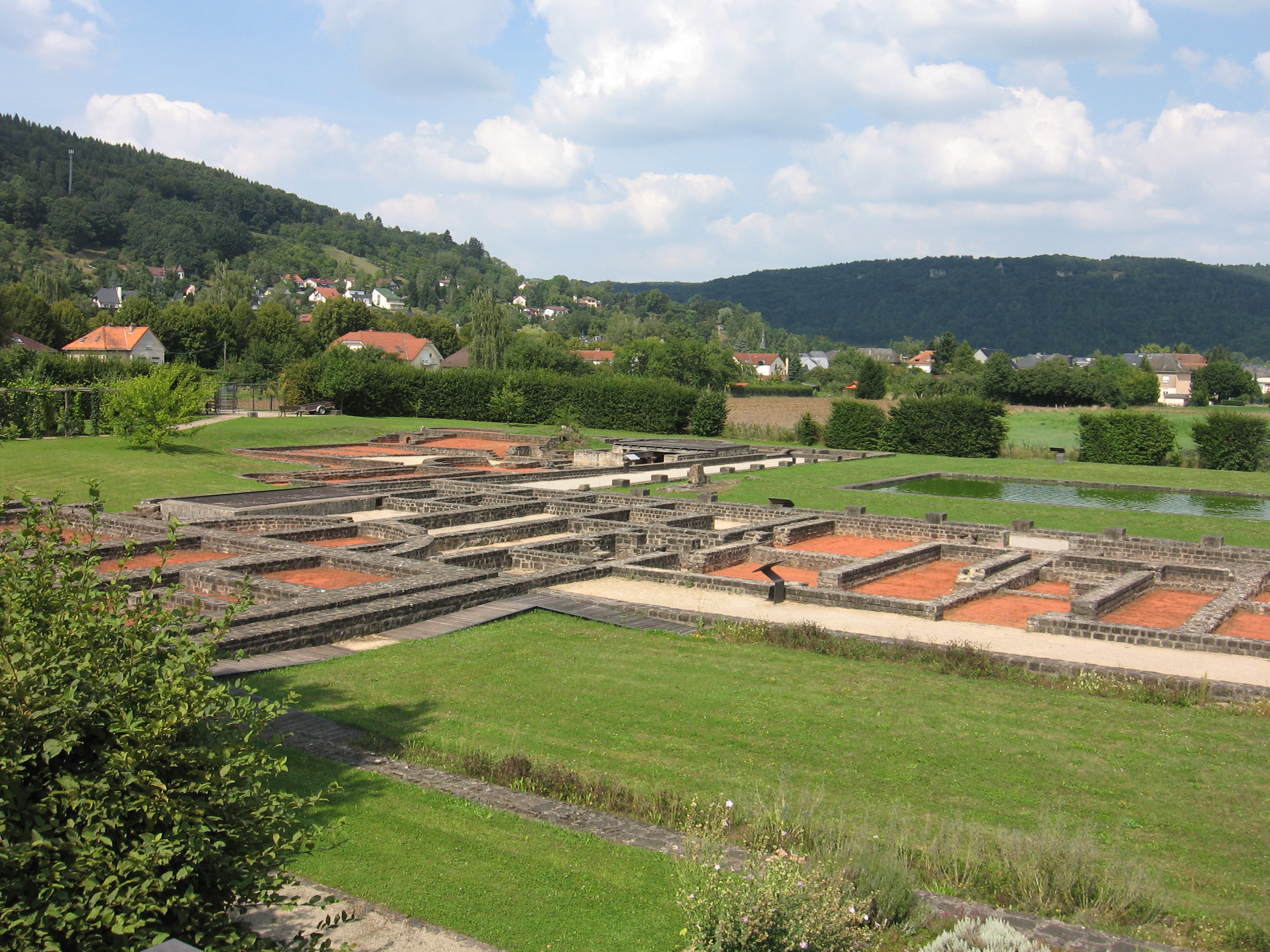
ルクセンブルクにおけるローマ時代の遺跡

ローマ支配下にあった4世紀間、ルクセンブルク周辺は平穏であり、基幹道路網の建設なども行われた。そしてキリスト教もこの時代に布教され、トゥールの聖マルティヌスが活動を行い、聖マルティヌスを頂点とする活動が行われた。しかし3世紀から4世紀にかけてゲルマン人が侵入を開始、特に406年から407年にかけてのライン地方への侵入は規模が大きくルクセンブルク周辺のほとんどがその略奪の対象となった。ローマもこれには対応しきれず、総督府をトリーアからアルルへ撤退させ、450年以降に北ガリア地域からローマは撤退、ゲルマン人支配下となった。
この時期以降、フランク王国の成立まではゲルマン人らの支配が続いたが、ゲルマン化が急激に進むこともなく、北部をフランク人、南部をアラマンニ人らが支配した。その後、フランク人をクロヴィスが統一したことにより、ルクセンブルクはフランク王国支配下となった。その後、カロリング王朝の成立により、ルクセンブルク一帯はその中心地域となりティオンヴィル、ロングリエに王宮が建設され、カール大帝もこの地域で重臣会議を開き、さらにはトリーアの聖マクシミン修道院にこの地域を与えている。その後、ルートヴィヒ1世が840年に死去したことによりフランク王国は三分割されることとなり、この地域は長男のロタール1世の支配下となった。そしてロタールが死去したことにより、中フランク王国はさらに三分割され、この地域は次男のロタール2世が引き継ぐこととなり、ロタリンギア王国と称された。しかし、ロタール2世が早世するとその叔父である西フランク王シャルル2世、東フランク王ルートヴィヒ2世らが介入、870年のメルセン条約によりロタリンギア王国は分割され、ルクセンブルク周辺は西フランク王国へ併合されることとなったが、880年、リブモント条約において西フランク王国に併合された地域は東フランク王国が無理やりに奪い取ることとなった。

## 成立と中断

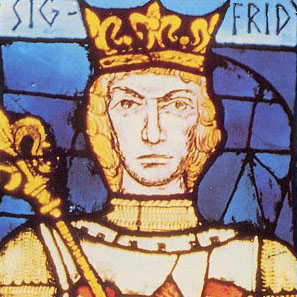
ジークフリート

フランク王国の分裂とその衰退は、各地の有力な人々が地域で立ち上がることを可能にした。その中の一人にルクセンブルク伯爵ジークフリートの名前が残っている。しかし彼は伯爵ながらも治める地域も小さく、土地も分散していた。彼は神聖ローマ皇帝とトリーア司教の間で立場を入れ替えながら活動していたが、彼とその子孫は領土の拡大を狙っていた。
ルクセンブルクの名前は963年にジークフリート伯爵とトリーアの聖マクシミン修道院との間で交わされた契約書により初めて現れることとなる。この契約は土地の交換に関するもので、ジークフリートの所有地（約15ヘクタール）と聖マクシミン修道院の所有する土地を交換するものであったが、この地域は現在のルクセンブルク市中心部を形成することとなった。ジークフリート伯爵の親であるウィゲリック (en) ・クネゴンデ夫妻は大アルデンヌ家の始祖であり、後にヴェルダン、バル、ルクセンブルク家の3家を出すこととなる。このジークフリート伯爵は「アルデンヌ伯」を名乗り、「ルクセンブルク伯」を名乗ることはなく、孫のジゼルベール (en) が「ルクセンブルク城伯」を、さらに曾孫コンラッド1世が初めて「ルクセンブルク伯爵」と名乗ったことにより、事実上のルクセンブルクが形成されることとなった。ただし、現在ではジークフリートが国の創設者であり、963年の契約書により、ルクセンブルクが形成されたと位置づけがなされている。

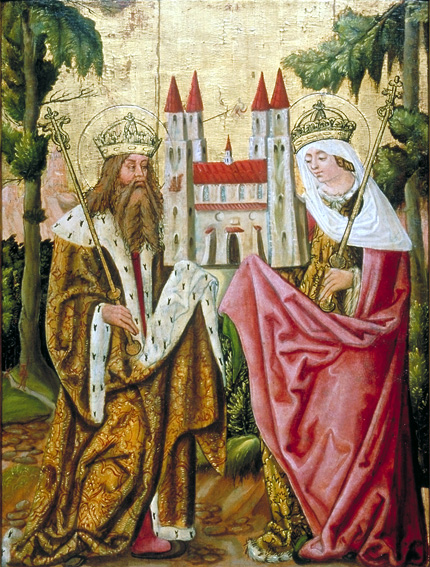
クネゴンデとハインリヒ2世

さらに彼は娘のクネゴンデをバイエルン公ハインリヒ4世に嫁がせたが、ハインリヒ4世がハインリヒ2世として神聖ローマ皇帝に即位するとジークフリートの息子で後を継いだルクセンブルク伯アンリ（ハインリヒ）1世がバイエルン公領を託され、その権力の拡大を図ったが、トリーア司祭を手中に収めようとしたことがハインリヒ2世に見咎められ、アンリ1世はバイエルン公領を失うこととなった。その後、アンリ1世の後を継いだアンリ（ハインリヒ）2世が再びバイエルン公爵の地位を得たが、アンリ2世は早世したため、その併合は成功しなかった。
その後もルクセンブルク伯らは領土拡大を図っていたが、周辺には司教区が存在しており、その領域拡大は成功しなかった。しかし、8代目のコンラッド（コンラート）2世が死去したことにより男系が途絶えることとなったが、皇帝ロタール2世の命令により、ルクセンブルク伯領はナミュール伯家のアンリ（ハインリヒ）4世盲目伯が継承、ここにルクセンブルク・ナミュール家が成立した。さらにアンリ4世は実家の父親が死去したことによりナミュール伯爵領を1139年に継承、さらに1153年にはラ・ロッシュ (en) 、デュルビュイの伯爵領（現在はベルギー領）も受け継いだ。

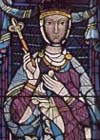
エルムシンド女伯爵

しかしアンリ4世には結局、男子が生まれることなく晩年に娘エルムシンド (en) が生まれたのみであった。老齢のアンリ4世はこの領土を受け継がせるために、当時1歳であったエルムシンドをシャンパーニュ伯アンリ2世やバル伯ティボー1世 (en) らと婚約させた。1199年、ディナン条約によりナミュールを失うこととなったが、ティボーと結婚したエルムシンドはルクセンブルク、ラ・ロッシュ、デュルビュイの各地方の確保には成功した。さらに1214年、ティボーが死去したことにより、エルムシンドはリンブルフ公爵家の跡継ぎヴァレラン (en) と再婚、アルロンの侯爵領を得ることとなった。その後、1226年にヴァレランが死去したことにより、エルムシンドは女伯爵となった。この時代、それまで神聖ローマ帝国の影響下にあったルクセンブルク伯らは皇帝と距離を置き始め、フランスの影響を受けることとなり、フランスから当主の妻を迎え、さらに公用語もフランス語に置き換えられた。そしてフランス国内の諸侯が中央集権に従順であったのに対し、ルクセンブルク伯は独立性を高めていた。さらにこの時代に伯爵家の紋章が確定したが、この紋章には銀（白）、紺碧（青）の10本の横縞、火を吐くライオン（赤）が描かれ、この3色は現在のルクセンブルクの国旗に使用されることとなる。

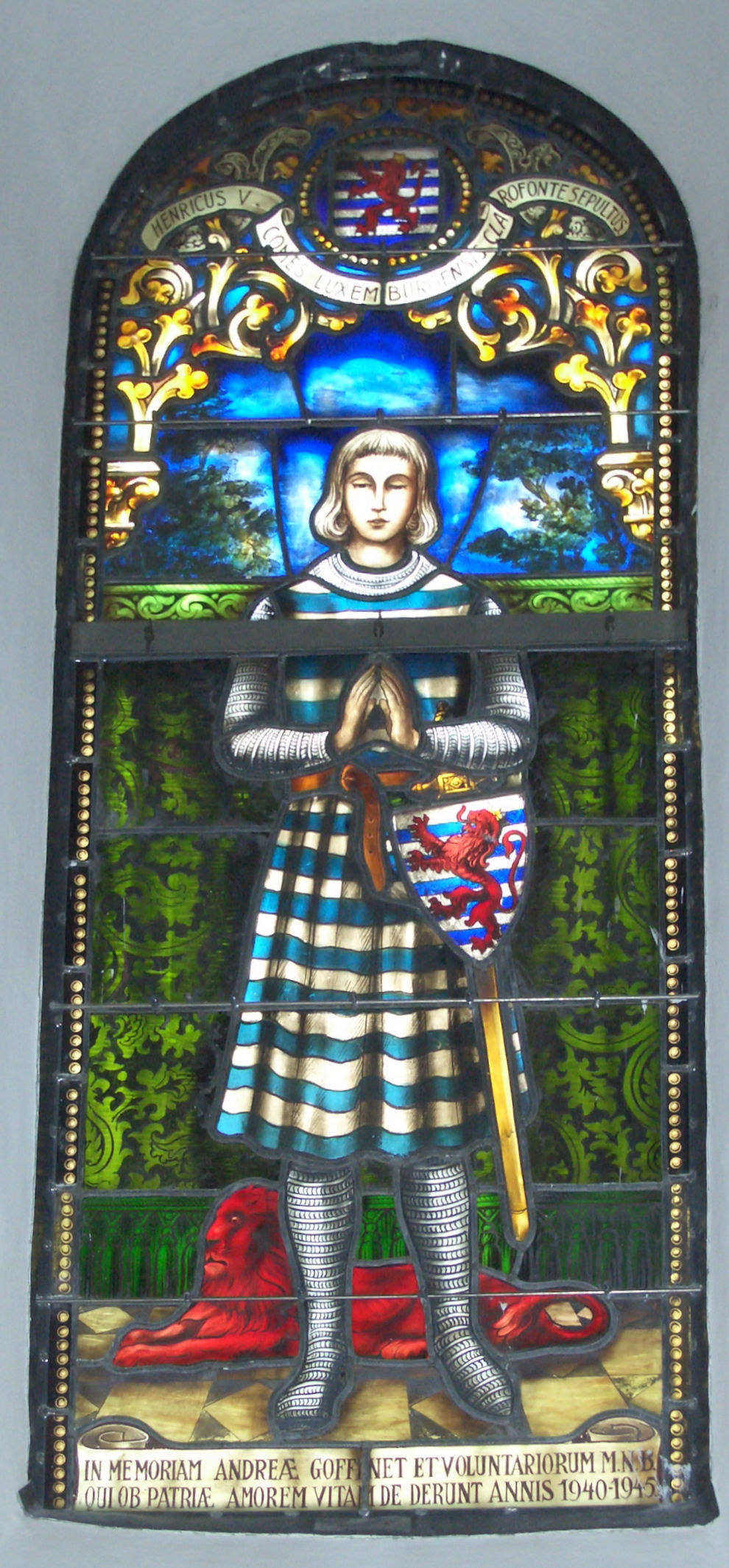
アンリ5世

エルムシンドの息子アンリ（ハインリヒ）5世金髪伯は領土の形を整え、後にルクセンブルク領となるフィアンデン伯を自らの傘下に収めることに成功した。なお、このときルクセンブルク伯家は再度男系が途絶えたため、この時代以降ヴァレランの出身であるリンブルク家に因みルクセンブルク・リンブルク家と称されることとなる。アンリ5世の息子アンリ（ハインリヒ）6世はリンブルク公家の継承問題に介入、ブラバント公爵と対決するまでに至ったが、1288年、ウォリンゲンの戦い (en) で敗死、領土拡大の野望は一旦、途絶えた。

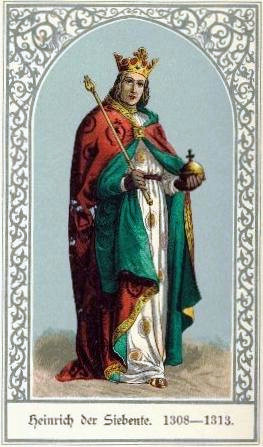
ハインリヒ7世

本家のアルデンヌ家とバール、ヴェルダン両分家は没落していったが、ルクセンブルクは徐々にその勢力を拡大し、神聖ローマ皇帝にアンリ（ハインリヒ）7世が選出されることとなった。ハインリヒ7世は即位後、領土の拡大を狙って息子ジャン（ヨハン）とボヘミア王ヴァーツラフ3世の妹エリシュカの間で婚約を結ばせたが、ヴァーツラフ3世の死後に王位継承を巡る争いが起こった際、ジャンとエリシュカを結婚させて軍勢をボヘミアへ派遣し、ジャンをボヘミア王位に就けた。ハインリヒ7世が皇帝に選出されたことにより、それまでフランス寄りであったルクセンブルクはドイツに引き寄せられることとなった。ハインリヒ7世の死後、その息子ジャンは若年であり、かつルクセンブルク伯の勢力が強力すぎるという理由から皇帝に選出されなかったが、バイエルン公ルートヴィヒを支援して皇帝に即位させた。

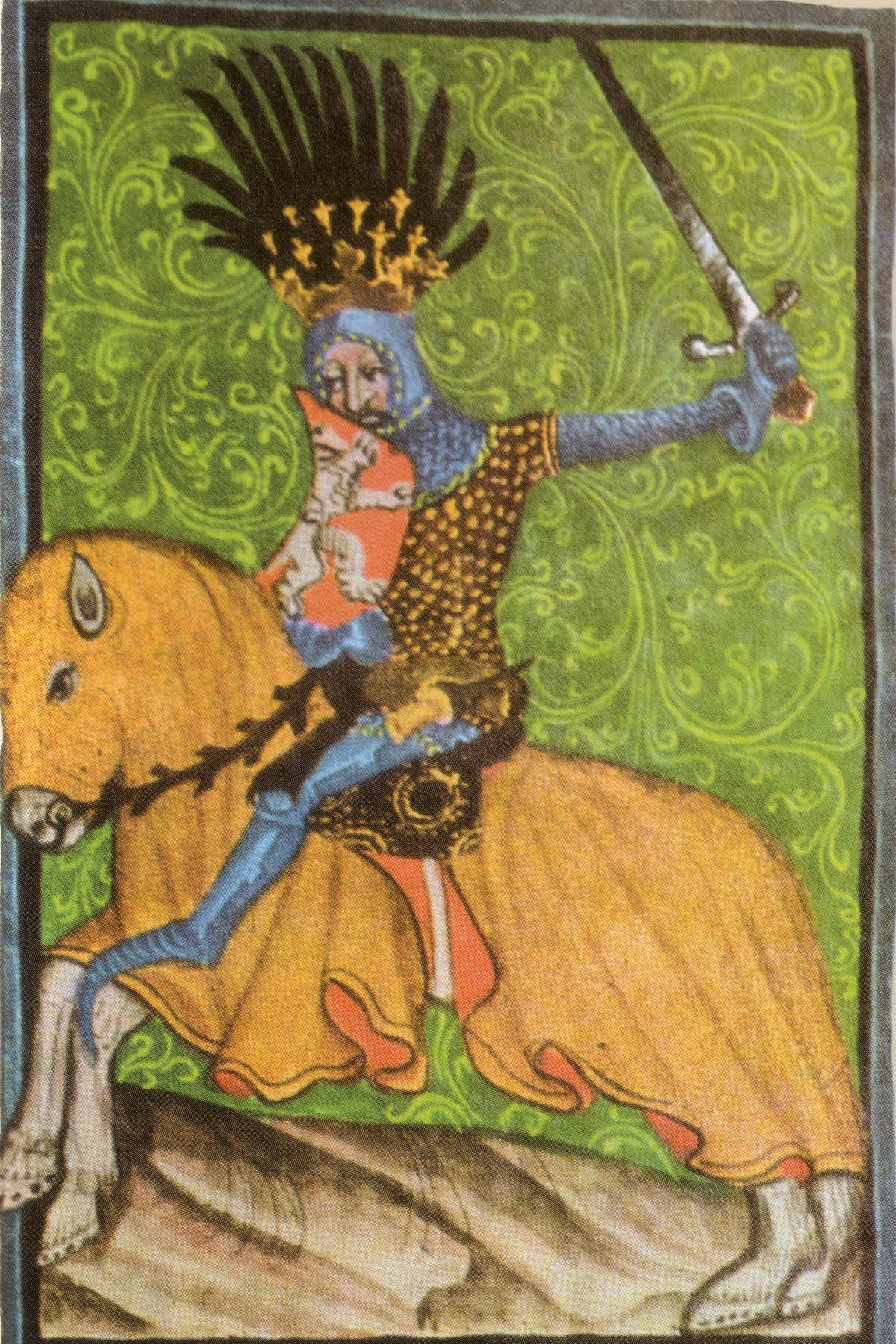
戦場を駆け巡るジャン

ジャンは勢力拡大のためにリトアニアからイタリアまで駆け巡り、子供たちをそのために利用した。ボヘミアの統治は暗礁に乗り上げていたが、ルクセンブルクでは成功を収め、1340年に開設された定期商業市は現在も続いている。ジャンはフランス王家との関係を深めており、後のフランス王シャルル4世美貌王へ妹のマリーを、ジャン2世善良王へ娘ボンヌを嫁がせることに成功、さらに再婚相手にもブルボン公ルイ1世の娘ベアトリスを選んだ。ジャンはルクセンブルク家によく見られた視力衰弱の結果、視力を失うこととなったが、百年戦争が勃発するとフランス王フィリップ6世の元へ駆けつけた。息子シャルルがカール4世として神聖ローマ皇帝に選出された1346年、クレシーの戦いで戦死したが、ジャンはその功績でルクセンブルクにおける歴史上、最も輝かしい英雄として語り継がれることとなる。

ルクセンブルク公爵の紋章（1353年-）

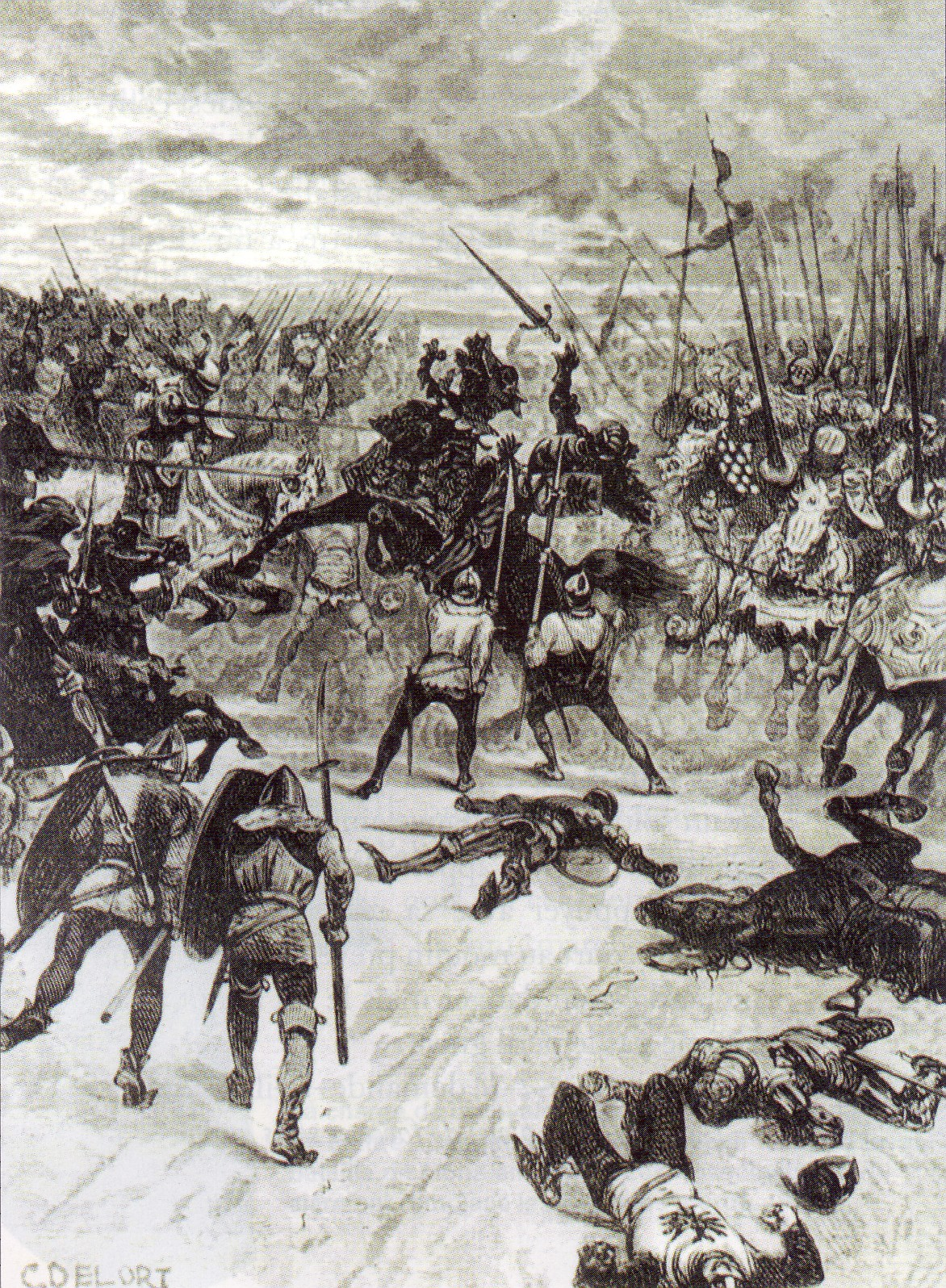
クレシーの戦いで最後を遂げるジャン

カール4世は即位の後、帝国統治の資金を得るために、ルクセンブルク伯領を買い戻せるという権利をつけた上で売り払ったが、これは父ジャンの遺言、異母弟ヴェンセラス（ヴェンツェル）1世へ譲るということを無視するものであった。しかし1353年、ヴェンセラス1世にルクセンブルク領を譲ると、さらに翌年には伯爵位から公爵位へ昇格させることにより、その地位を強化した。ヴェンセラス1世はジャンの時代に併合していたシニー伯領の残り半分を併呑、この領域は「ルクセンブルク公爵領」の名前で総称されることとなった。そしてヴェンセラス1世はブラバント公家の跡継ぎであったジャンヌと結婚していたため、1355年にはブラバント公領をも受け継がれたが、ヴェンセラス1世とその妻ジャンヌらが子供を残さずに死去するとブラバント公領は失われることとなった。ただし、ヴェンセラス1世がブラバント公爵を受け継いだとき、ブラバントの人々の権利や習慣を尊重するとして「ブラバントへの歓喜の入国」の誓約を結び、ブラバントの人々から歓迎されている。

1350年頃のルクセンブルク伯領

ヴェンセラス1世の死後、カール4世の息子で神聖ローマ皇帝でもあったヴェンツェル（ヴェンセラス）2世が後を継いだが、ヴェンツェル2世は凡庸でなおかつルクセンブルクを資金を得るための道具として扱ったため、現在のルクセンブルクでの評価は著しく厳しいものとなっている。ヴェンツェル2世は2度しかルクセンブルクを訪れておらず、さらに1388年、資金を必要としていた彼は従兄のモラヴィア辺境伯ジョス（ヨープスト）へ抵当としてルクセンブルク公国を譲った。そのため、1388年から1461年までをルクセンブルクでは「抵当物件時代」と呼ぶ。
1388年、抵当とされたルクセンブルク領は転売の連続であった。ジョス、オルレアン公ルイ、ブラバント公アントワーヌ、アントワーヌの妻で一族のエリーザベト・フォン・ゲルリッツへとそれぞれ転売され、最終的に1441年ヘズディン協定により、ブルゴーニュのフィリップ善良公の手に渡った。フィリップにとってルクセンブルクは各地に散らばる領土を接続する重要な土地であり、これらの領土を纏め上げ勢力を拡大してフランス、ドイツの間で新勢力を形成しようとしていた。しかし、ルクセンブルク自体の所有主権者であるエリーザベトの夫アルブレヒトが死去したことにより、アルブレヒト2世の婿でザクセン選帝侯家のテューリンゲン方伯ヴィルヘルム3世が、アルブレヒト2世の死後に生まれたラディスラウスが主権者であると主張し、国内はザクセン派、ブルゴーニュ派に分かれて争うこととなった。
首都ルクセンブルク市はザクセン派に就いたが、1443年に善良公はルクセンブルクを占領した。しかし形式上、ヴィルヘルムがその権利を放棄した1461年まで、善良公がルクセンブルク公爵と認められることはなかった。
一旦途絶えたルクセンブルク家は、アンリ5世の時代に次男ヴァレランがリニー（ムース）の領地を受け継ぎ、分家のリュクサンブール＝リニー家を立てており、これは名称を変えつつも長く受け継がれることとなる。

## 隷属時代
1443年、ルクセンブルクはブルゴーニュ公国の一部となったが、この隷属状況は1839年にルクセンブルク大公国として独立するまで続く。

### ブルゴーニュ時代

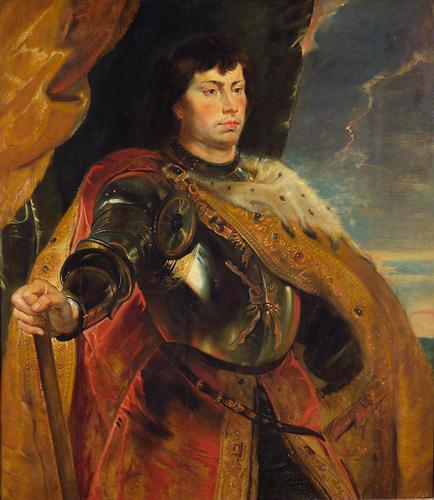
ブルゴーニュ公シャルル

フィリップ善良公の息子シャルルはブルゴーニュおよびネーデルラントの諸公国の合体を目論み、ロレーヌ、リエージュ両公国を併合しようとした。リエージュにおいては保護権を手中に収めたが、ロレーヌでは蜂起が発生し、この鎮圧に向かったシャルルは1477年にナンシーの戦いで戦死した。一人娘マリーが相続人となり、ハプスブルク家のマクシミリアンと結婚して共同でブルゴーニュ公を継承した。さらにマリーが早逝したことにより、ブルゴーニュ公位は2人の息子フィリップ美公が受け継いだが、フィリップは後にアラゴン、カスティーリャ両王国を結婚により継承した。

### ハプスブルク時代

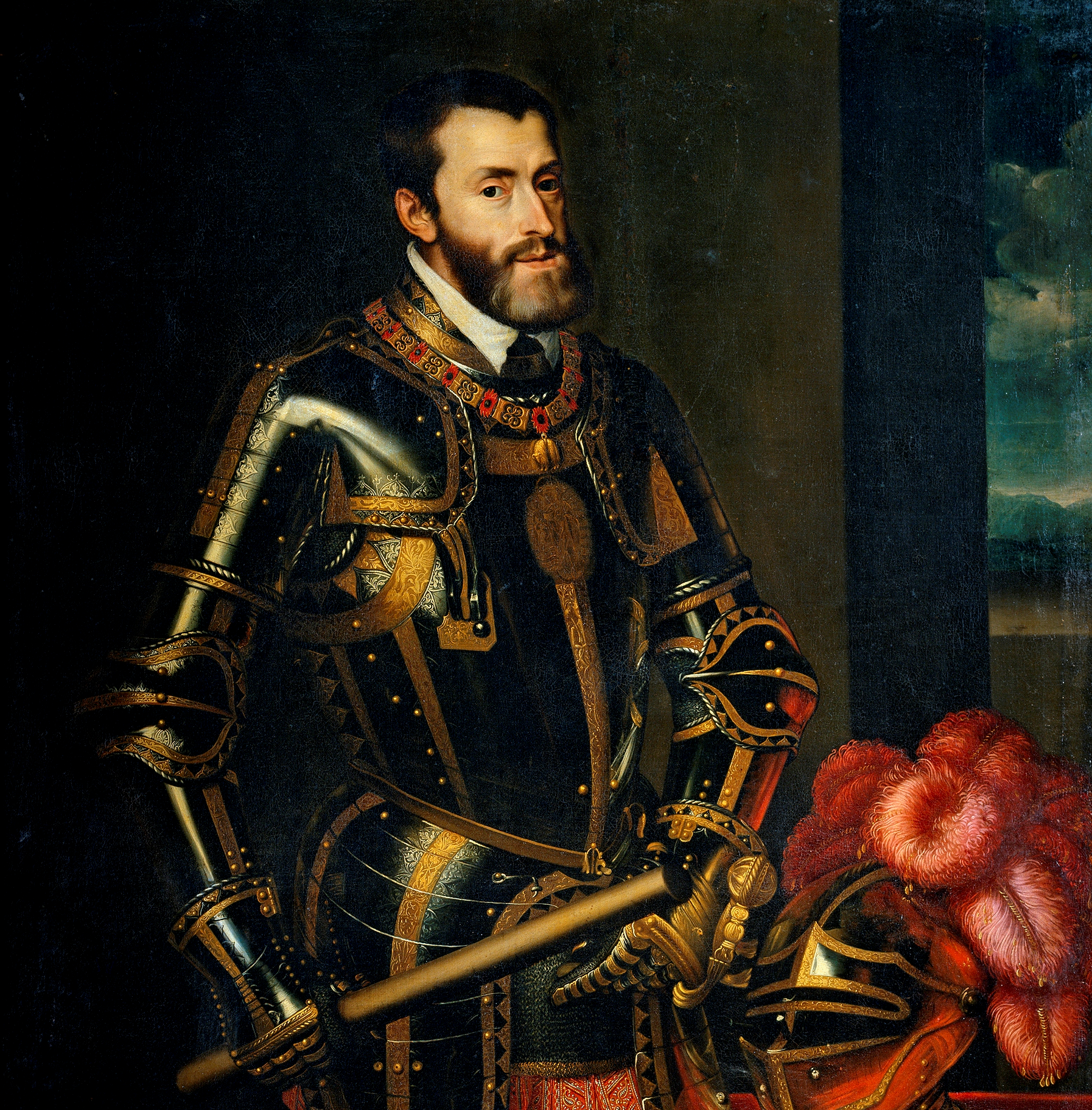
神聖ローマ皇帝 カール5世

さらにフィリップの息子シャルル（カール5世）はこれらを受け継いだ上で1520年、神聖ローマ皇帝に選出されるが、ルクセンブルクは広大なハプスブルク領の一翼を担っていた。シャルルが神聖ローマ皇帝に即位した後の1542年、以前より対立していたフランスがルクセンブルクへ攻撃を仕掛けたが、これは撃退した。翌1543年、再度フランス軍が攻撃を仕掛けた際にルクセンブルクは持ちこたえられず、フランス王フランソワ1世が入城する事態に至ったものの、1544年にはカール5世はルクセンブルクの奪取に成功した。1549年、ルクセンブルク公国（英語版）はネーデルラント17州の構成国となったが、これらの戦いが発生したことから、ルクセンブルクはハプスブルク家におけるネーデルラント防衛の最前線と化し、フランス王国（ヴァロワ朝、ブルボン朝）の進出に備えて要塞化された。カール5世は1556年に退位するが、その際に広大な領土を二分割、ルクセンブルクを含むネーデルラント17州とスペインは息子フェリペ2世に受け継がれた。

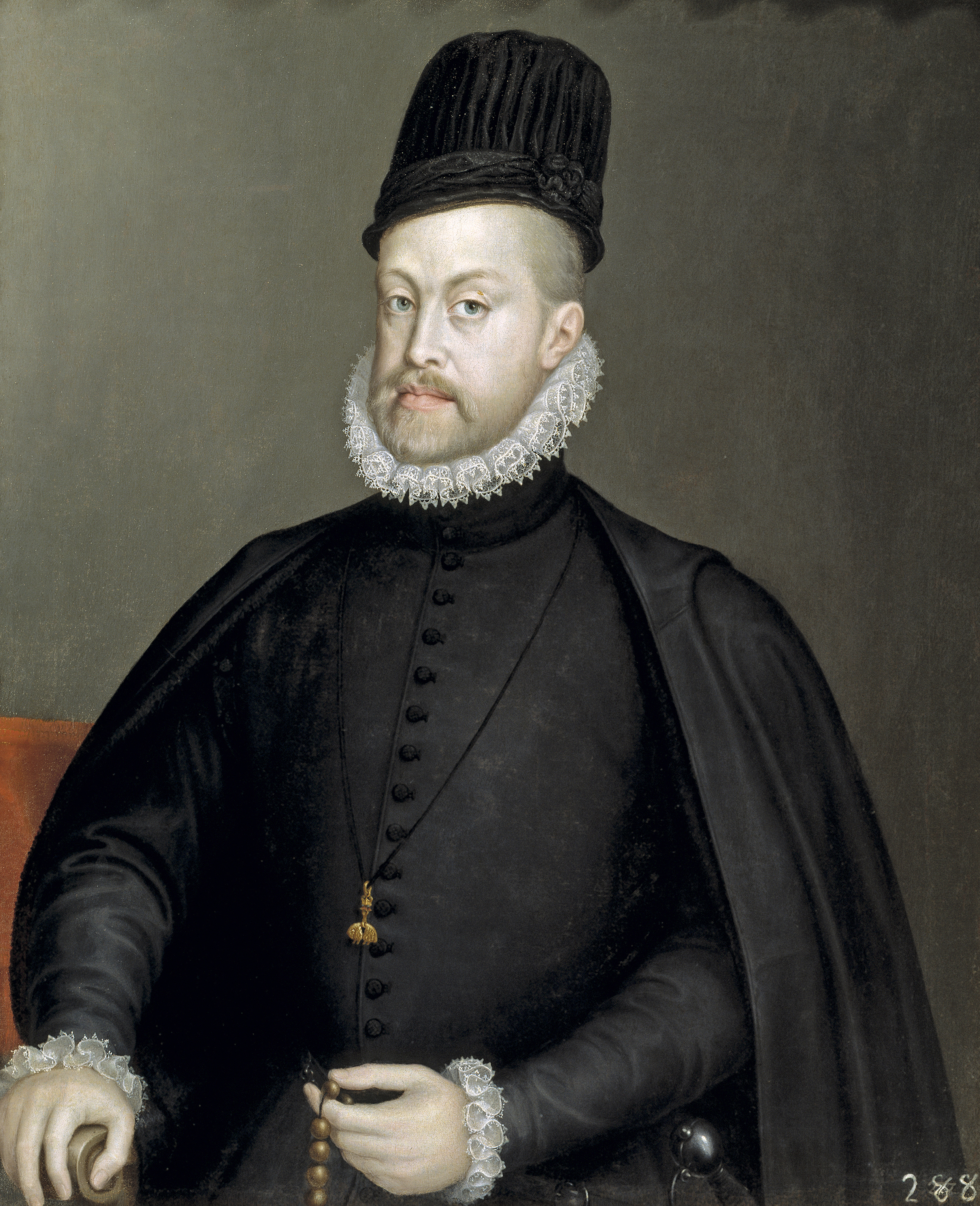
スペイン国王 フェリペ2世

それまでの各統治者らは、ルクセンブルクを含むネーデルラントが諸公国の集合体であったことからその権利と習慣を尊重してきたが、フェリペ2世はネーデルラントの統治において伝統や自治を無視し、中央集権化を図って絶対主義を押し付けた。しかし、カルヴァン主義の影響を受けていたネーデルラントにおいて八十年戦争が勃発、北部の諸州は後に独立を勝ち取り、ネーデルラント連邦共和国（オランダ）を形成することとなる。一方、カトリックの影響を受けていたルクセンブルクを含む南部の諸州はスペインにとどまり、「スペイン領ネーデルラント（南ネーデルラント）」を形成した。

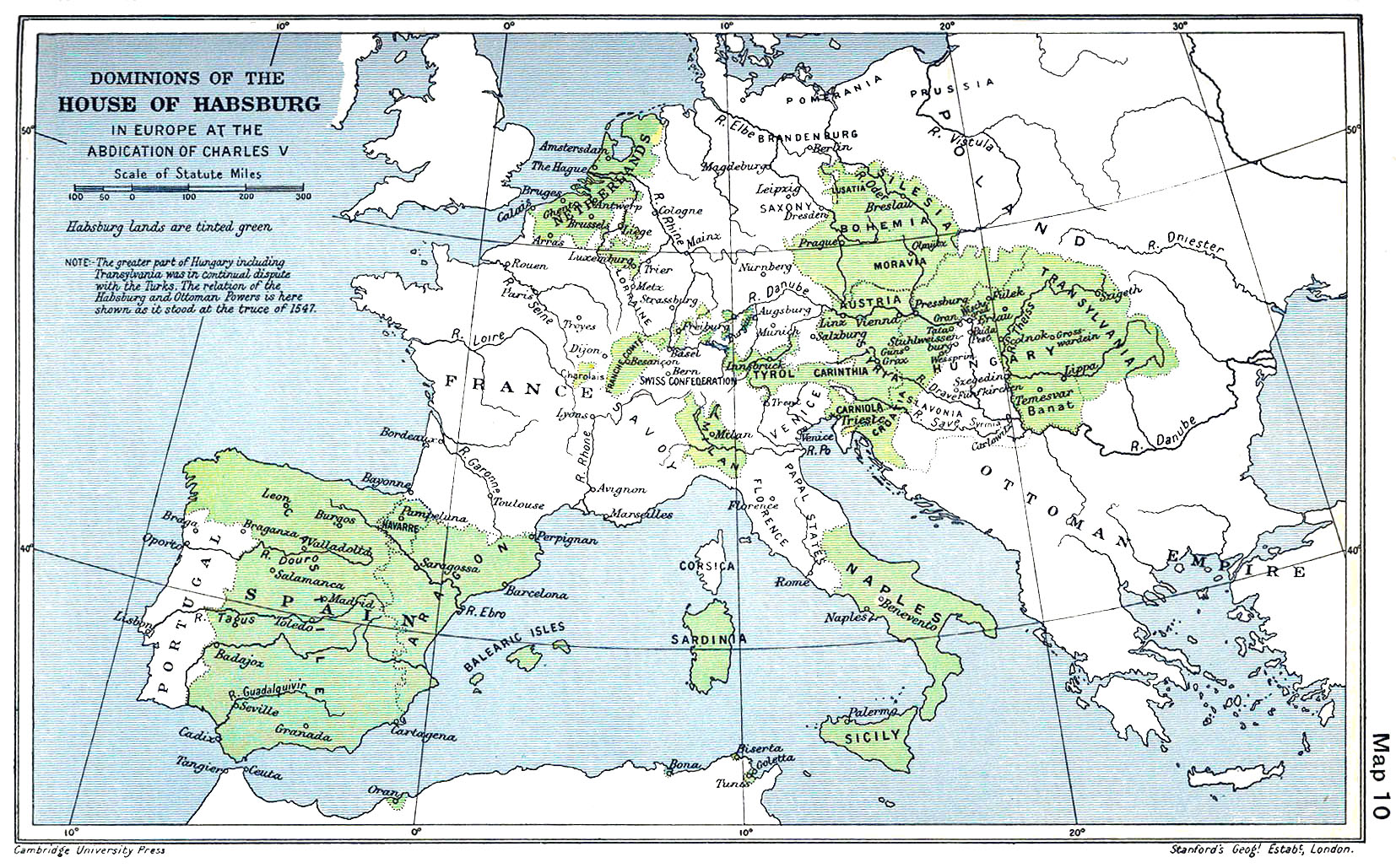
1547年頃のハプルスブルク領

1598年、フェリペ2世は娘のイサベルとその婿アルブレヒト大公に南ネーデルラントを譲り、アルブレヒトは南ネーデルラント総督となった。アルブレヒトとイサベルの死後、南ネーデルラントは再びスペイン・ハプスブルク家の元へ戻り、南ネーデルラントでの国家形成のチャンスは消滅した。

### フランス領、そして再びハプスブルク家へ
1616年、三十年戦争が勃発すると、ルクセンブルクもその混乱に巻き込まれた。特に1635年にフランスが参戦するとルクセンブルクは戦場と化し、傭兵達がルクセンブルクで暴虐の限りを尽くした上に、飢えとペストがルクセンブルクを覆い尽くした。結局、1648年にヴェストファーレン条約が結ばれて三十年戦争が終了しても戦闘は続き、1659年、ピレネー条約によりスペイン、フランス間で講和が結ばれるまで戦場であり続けた。そしてこの時、ルクセンブルクの一部がフランスに割譲され、「フランス領ルクセンブルク」を形成した。
しかしフランス王ルイ14世はそれだけで満足せず、ピレネー条約を都合よく解釈してルクセンブルクの大部分を要求、1679年から1681年の間に攻撃を開始、1684年にはルクセンブルク市を占領した（再統合戦争）。その年、休戦協定が結ばれルクセンブルクは徐々にフランスに取り込まれつつあり、この時代にルクセンブルク市街地の外周壁は建設された。しかし、ルイ14世にスペイン王位継承のチャンスが発生すると1688年に勃発していた大同盟戦争をレイスウェイク条約を結ぶことによって妥協、ルクセンブルクはフランスから再びスペイン・ハプスブルク家の元へ戻ることとなった。

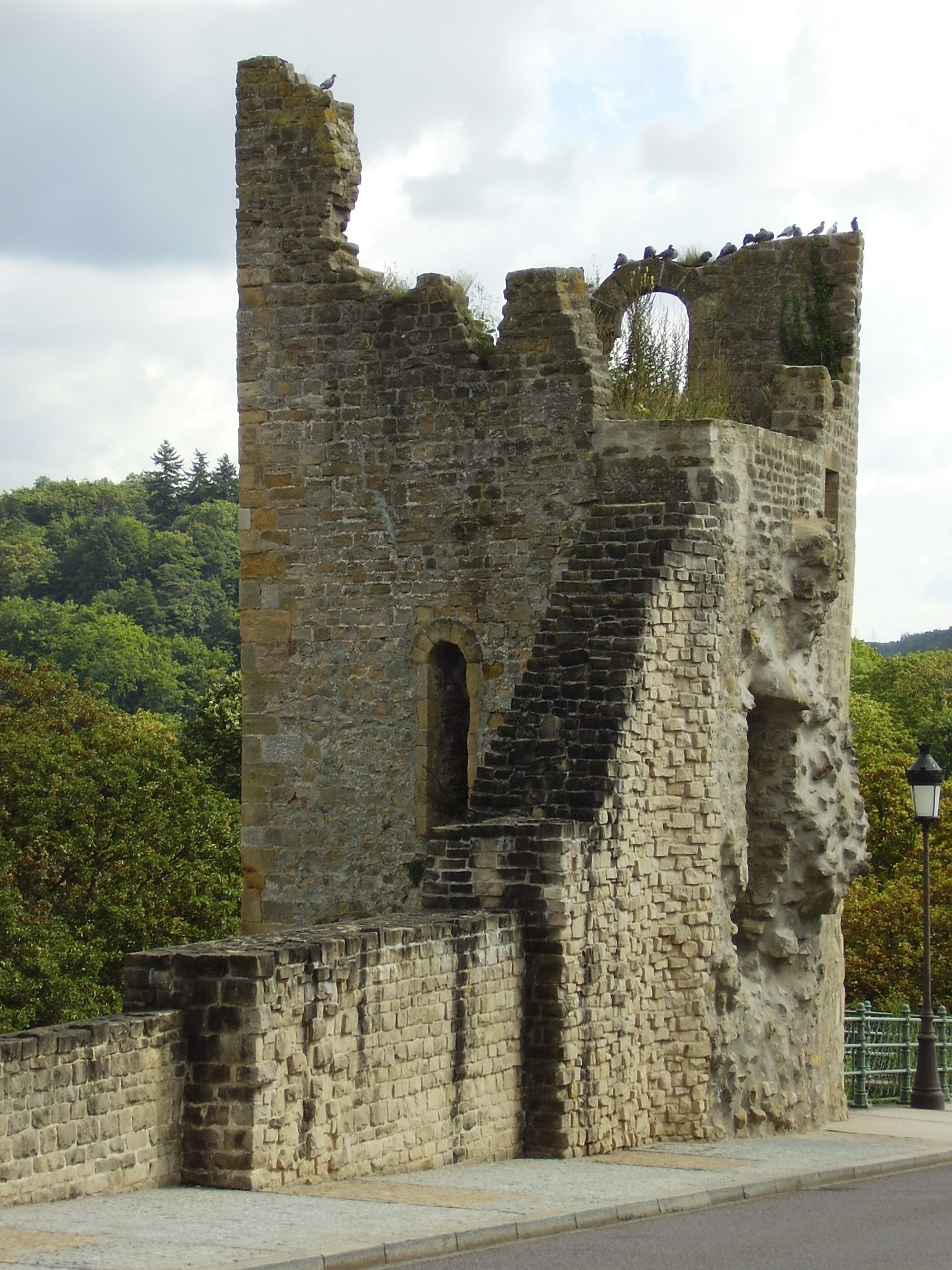
ルクセンブルク要塞

1700年、カルロス2世が死去したことによりスペイン・ハプスブルク朝が途絶えた。カルロス2世はスペイン王位を姉の孫アンジュー公フィリップへ譲ることを表明していたが、叔母の孫に当たり同族でもあるオーストリア・ハプスブルク家のカール6世もその権利を主張、1701年、ここにスペイン継承戦争が勃発した。この戦争により、スペイン王位、スペイン本土はフィリップが継承することとなったが、「スペイン領ネーデルラント（南ネーデルラント）」はカール6世が受け継ぎ、「オーストリア領ネーデルラント」となった。
カール6世はルクセンブルクの戦略価値を考え、1726年から要塞化を始めた。この工事は40年にわたったが、ルクセンブルクはヨーロッパ各地での戦争、ポーランド継承戦争やオーストリア継承戦争、七年戦争に巻きこまれることはなかった。これは1754年のフランスとオーストリアの和解による恩恵の賜物であった。この時期、戦争資金や兵士への徴用などはあったものの、これまでの2世紀間と比べれば押しなべて平和な時代であった。
マリア・テレジアとその息子ヨーゼフ2世の時代、ルクセンブルクは改革の時代に入った。マリア・テレジアは総督に義弟シャルル・ド・ロレーヌを任命したが、シャルルはネーデルラントの諸特権の尊重を行いながら有用な改革をするよう勧告、1740年以降様々な改革が行われた。1766年には徴税を公平にするために土地台帳の制定も行われ、それまでの特権や既得権などにまで改革の手は及んだ。そのため、シャルルは南ネーデルラントでは人気のある統治者となり、1753年以降は負債も解消され、1760年代には黒字へ転換した。さらにマリア・テレジアの40年にも及ぶ治世の間、ルクセンブルクではオランダとを結ぶ幹線道路も建設され、交通網の整備が整ったが、その後を継いだヨーゼフ2世の改革は伝統的な諸特権を廃止したため、すこぶる人気が悪かった。
1789年7月にフランス革命が勃発すると、その影響を受けたベルギーではブラーバント革命が勃発、オーストリア軍はルクセンブルクへ撤退、ベルギーではベルギー合衆国の建国が宣言された。しかし、ヨーゼフ2世の後を継いだレオポルト2世はベルギー合衆国を撃破、再び南ネーデルラントはオーストリア領となった。
フランス革命の波及を恐れたレオポルト2世は、1791年にプロイセンと同盟を結んだが、これを危機としてフランスは4月にオーストリアへ宣戦布告を行った。当初はプロイセン・オーストリア軍らが有利であったが、ヴァルミーの戦い以降は形勢が逆転、さらにジュマップの戦いによりオーストリア軍は撃破され、オーストリア領ネーデルラントはフランスに占領された。その後、一時的にオーストリアはネーデルラントを奪取する事もできたが、結局1795年にフランスに併合され、1797年のカンポ・フォルミオ条約および1801年のリュネヴィルの和約によって皇帝フランツ2世は南ネーデルラントを正式に放棄した。

### フランス革命の影響
1795年、フランス国民議会は「オーストリア領ネーデルラント」およびリエージュ司教領の併合を宣言、フランスの県に組み込まれ、ルクセンブルクは一旦消滅した。さらにフランス国民議会は南ネーデルラントにおいて同化政策を強行、それまでの行政機関は近代的行政機関に置き換えられた。しかし、この改革はメートル法、共和暦の導入などにまで及び、旧来の習慣と衝突したため、南ネーデルラントでは不満が高まっていた。1798年9月、ルクセンブルクでは徴兵制に対する抗議運動が発生したが、これは鎮圧された。
ナポレオン・ボナパルトが第一執政に就任した後の1801年に結ばれた宗教協約（コンコルダート）によりこの空気は和らげられはしたが、ルクセンブルクの人々が新体制の中で高い位置を得ることは困難な状態に変化はなかった。その後、ナポレオンが皇帝に即位したことにより、フランス帝国の一部となったルクセンブルクもその興亡に巻き込まれることとなり、徴兵が急増、その半分が生きて帰ることはなかった。
フランス革命による影響を受けたこの20年間に、ルクセンブルク内のフランス語人口は大きく減少したが、一方でフランス語の地位を強化することにもなり、現在も公用語の一つとされている。

## ルクセンブルク大公国の成立

### 仮の国

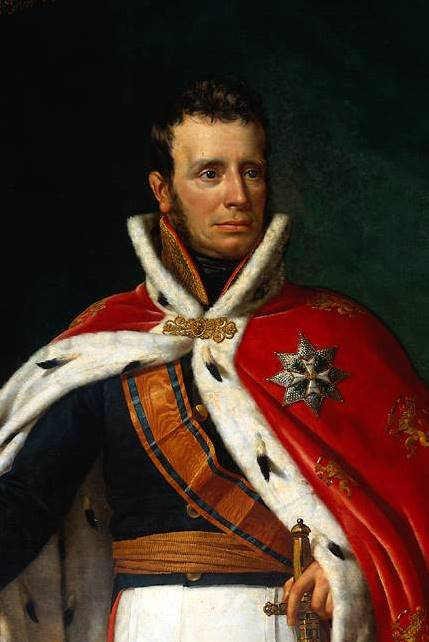
ルクセンブルク大公ギヨーム1世（オランダ国王としてウィレム1世）

1813年10月の諸国民戦争でナポレオンに勝利した同盟軍は、1814年5月にルクセンブルクの占領に成功した。評論家ジョセフ・ゲレスによれば、南ネーデルラントの人々は再びハプスブルク家による統治を望み、「神聖ローマ皇帝万歳」と叫んだとされている。しかし列強国は、フランスの解体と封じ込め、そしてフランスから奪い返した領土の分配を考えていた。そのためにウィーン会議が開催されたが、これは各国の利害が衝突し、遅々として進まなかった。ルクセンブルクの立場は低く、ハプスブルク家はルクセンブルクにこだわりを持っておらず、さらにルクセンブルクを含む南ネーデルラントをフランスに対する障壁として用いることをイギリスが強く推していた。
そのため、ハプスブルク家はネーデルラントを手放す代わりにヴェネツィア、ロンバルディアを手に入れ、そして南ネーデルラントと旧ネーデルラント連邦共和国からなるネーデルラント連合王国を形成、オラニエ＝ナッサウ家のギヨーム1世（ウィレム1世とも）に委ねることとなり、ルクセンブルクもその中に取り込まれた。この時、プロイセンがルクセンブルク、リエージュ、ナミュールの各公国の併合を強く望んでいた場合、併合される可能性が存在したが、結局プロイセンは行動を起こさず、ルクセンブルクがプロイセンに併合されることはなかった。

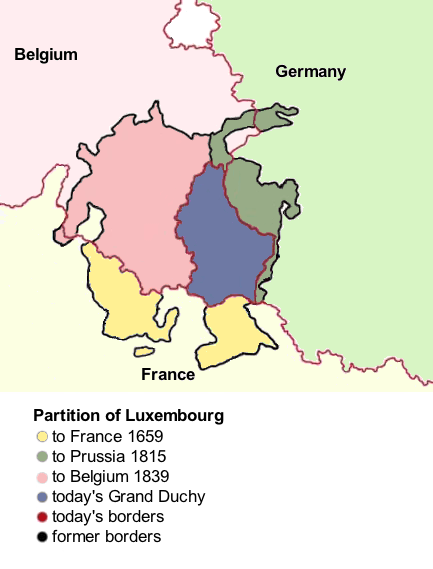
ルクセンブルク領の変遷

さらにルクセンブルクにとって幸運なことに、ルクセンブルク公位も王位へ統合される可能性があったにもかかわらず、オラニエ＝ナッサウ家が飛び地であった小公国を手放す代償の形でルクセンブルクが与えられた。この時、ルクセンブルク公国は大公国へ格上げされ、さらに大オランダ王国との同君連合とされ、さらにオラニエ＝ナッサウ家の個人所有地という結果に帰結した。そしてさらに大オランダ王国をフランスへの障壁にすることを考えていたイギリスは大オランダ王国だけでは不十分と考えており、40近くのドイツにおける諸国を集めてドイツ連邦を形成、ルクセンブルクもその中に編入された。ドイツ連邦ではプロイセン、オランダ、ルクセンブルクの各部隊が駐屯することとなっていたが、ギヨーム1世はその権利をプロイセンに譲ったため、ルクセンブルク大公国の首都ルクセンブルク市にプロイセン軍が駐屯、フランスに対する圧力となった。
ドイツ連邦に編入されたルクセンブルクは国民もゲルマン系ではあったが、東部ではドイツ語方言のルクセンブルク語を話し、西部ではフランス語系のワロン語を話すという状況であり、どちらかといえばフランス語を使用する人が過半数という状況であった。そのため、ルクセンブルクが独立を得たのも結局はヨーロッパ列強国の思惑の範囲内であり、ルクセンブルクの人々が得たわけではなかった。そして、ギヨーム1世もルクセンブルク大公国にオランダ王国の憲法などを適用し、実質的にオランダの第18番目の州として扱われ、オランダ王国に取り込まれた。しかし、ルクセンブルクの人々は抗議もせず、さらに所属しているはずのドイツ連邦も問題にしなかった。このことを後にベルギー人の作家で評論家のピエール・ノトンはルクセンブルク大公国が「仮の国」であったと評している。

### ベルギー革命の勃発
1830年8月、ブリュッセルで暴動が発生した。これはギヨーム1世が独裁的であり、なおかつ北部があまりにも優遇されたためであったが、これは数週間後に革命化した。ルクセンブルクの人々もこれに同調し、徐々にルクセンブルクにも広がっていった。ルクセンブルク市のみは駐屯していたプロイセン軍がこれを鎮圧したが、その他の地域は革命派が占領した。そして1830年10月4日、ブリュッセルにおいてベルギー革命政府が独立を宣言、16日にはプロイセンとの衝突を避けるために、ルクセンブルクは「ルクセンブルク大公国はドイツ連邦との関係は続けるがベルギーの一部となる」と宣言した。その後のベルギー独立の過程においてルクセンブルクの人々はそれに協力したが、その結果、大オランダ王国時代に冷遇されていたルクセンブルクの人々もベルギー新政府においてはその要職に就任することとなった。
これらの状況に対し、列強各国はオランダ王国内の揉め事であるとして重要視していなかったが、唯一フランスのみが障壁となっていた大オランダ王国の分断を狙って、ベルギーの独立を支持した。一方、イギリスはベルギーがフランスに取り込まれた場合の危険を予想、1830年11月にロンドン会議を開催した。そこでベルギーの独立にはロシアと利害関係のあるプロイセンが反対はしたが、原則としてベルギーをオランダから分離することに同意、さらにその領土制定も行った。ただし、ルクセンブルクの処遇についてはベルギーとオランダ王国の間で強く対立したため、決定がなされなかった。
結局、ベルギーの独立を承認した列強国は、ルクセンブルク帰属問題をオランダ、ベルギーの間で交渉をするとし、決着がつくまで現状維持とした。しかし、既にルクセンブルク大公国はプロイセンが抑えている首都ルクセンブルク市以外はベルギーが占領しているため、ベルギーに有利な状況であった。1831年8月、オランダはこの奪取を目論んでベルギーを攻撃したが、フランス軍の支援を受けたベルギー軍はなんとかこれを撃退した。しかし、この戦いによりベルギー軍の戦力が露呈し、1831年に列強はルクセンブルクを分断、西側をベルギー領、東側をルクセンブルク大公国としてオランダ王の下に置くという24か条条約を提案した。しかし、ルクセンブルクの完全獲得を目指していたオランダ王ギヨーム1世はこれを拒否した。結局、これにより現状維持が保たれ、ルクセンブルクは実質的にベルギー統治下となった。
1839年、ルクセンブルクが実質的にベルギー領と化していたことに気がついたギヨーム1世は、前回拒否した24か条条約を受け入れ、ルクセンブルク分割に同意すると宣言した。既に9年間もの間、実質的にルクセンブルクを統治していたベルギーはこれを拒否。1830年からの9年間の生活は、ベルギーとルクセンブルク双方の国民感情の上で、既に既成事実と化すまで合体の実を遂げていたのである。しかし、列強は1831年に決定された条約を支持。結局、ベルギー議会は賛成多数で受け入れを決定、1839年4月に結ばれたロンドン条約により、ベルギーとオランダの関係が決定、ルクセンブルク大公国は国土が半減したが、ウィーン会議で決定されたオランダ王国との同君連合とドイツ連邦所属の位置は維持した。さらにオランダ王国はドイツ連邦の一部であるリンブルクを手に入れたため、ギヨーム1世はリンブルク公として、さらにルクセンブルク大公としてドイツ連邦に二重に所属することとなった。

### ルクセンブルク大公国の独立
1839年にルクセンブルク大公国は独立を果たし、現在でも身近なルクセンブルクの生まれた日として祝われている。しかし、この独立には諸問題が含まれていた。第一に政治面、第二に経済面、第三に国民意識の問題である。第一は列強が承認していたことと、好ましい君主ではなかったがギヨーム1世の存在でなんとかクリアはしていた。しかし、経済問題は小国ルクセンブルクには緊急課題であり、国民意識もルクセンブルクが国として存在し続けるためには必要なものであった。
ルクセンブルクの指導者たちは経済面の課題をクリアするため、関税同盟を締結することを急いだ。その対象はプロイセン、ベルギーに絞られていたが、ベルギーという選択は君主ギヨーム1世が認めることができないものであった。しかし、国内には親ベルギーの意識があり、首都ルクセンブルク市に軍を駐屯させているプロイセンに対しては反感を持っていた。これらのルクセンブルク指導者らの行動にいらだっていたギヨーム1世は結局、独断でプロイセンと交渉、ドイツ関税同盟への加盟条約を調印したが、その批准前の1840年に自身はオランダ王とルクセンブルク大公を退位し、1840年10月に息子ギヨーム2世が後を継ぐこととなった。ギヨーム2世はベルギーやルクセンブルクに理解を示し、ドイツ関税同盟の白紙撤回を試みたが、プロイセン国王フリードリヒ・ヴィルヘルム4世はこれを認めなかった。この脅迫を伴った回答に対し、ギヨーム2世はプロイセンとの衝突を避けるために不本意ながらも批准、ルクセンブルクはドイツ関税同盟に加盟した。
しかし、このドイツ関税同盟はルクセンブルクにとって有益な同盟であった。ルクセンブルクの皮革工業や金属工場はドイツ市場へ進出し、さらに国内で鉄鉱石が発見されたことにより、ルクセンブルクにおける重要産業となった。そのため、1864年、ドイツ関税同盟1回目の更新の際にルクセンブルクは快く更新、後に長期契約に変更された。
ギヨーム2世は即位後、オランダとルクセンブルクの間にベルギーが存在するためルクセンブルクの統治が困難と考え、1841年6月、ルクセンブルク人によるルクセンブルクの統治を宣言した。そしてルクセンブルクはヨーロッパを席巻した1848年革命に乗じて、ギヨーム2世に議会制の導入を記した憲法の導入を要求、それまでの名士議会の改革が行われ、さらにベルギー憲法を参考にした憲法が制定された。そして納税有権者による直接選挙が行われ、1831年、ルクセンブルク初の内閣がウィルマルを首班として組閣された。しかし、1856年、ギヨーム2世の後を継いだギヨーム3世は権威主義者であったため、ルクセンブルクが所属するドイツ連邦の規則を利用して、ドイツ型の憲法をルクセンブルクに押し付けることに成功した。ただし、1868年にドイツ連邦が解体したことにより、ルクセンブルクの人々は行動を起こし、再び1848年に制定された憲法を取り戻した。この憲法は3度の改定が行われた上で現行の憲法として存続している。
1843年以降、ルクセンブルク政府は地方制度法、初等教育法、中等教育法を制定するなど法律の整備を行い、政治・司法はベルギーとフランス、経済・社会制度に関してはドイツをそれぞれ模範としてさらにルクセンブルクに適した制度へ変革した。さらにインフラ整備も行い、独立時には総延長177kmであった幹線道路が、1889年には総延長700kmまで整備された。鉄道は1857年にギヨーム鉄道会社を設立した後、東西南北を走る幹線を建設し、フランスと結ばれた。そしてフランス・アンリ社が第2の鉄道網の整備を行い、建設資金が不足すると考えられる路線については政府が資金を補填した。そのため、20世紀初頭までには総延長544kmまでに達した。

### ルクセンブルクにおける移民
1871年のドイツ帝国成立は、ルクセンブルクにおいても転機となった。特にプロイセンが普仏戦争に勝利してロレーヌ地方を獲得したことにより、ザクセン、ロレーヌ、ルクセンブルクの各地域が一大工業地帯と化し、さらにロレーヌで鉄鉱石の鉱床が発見されたこと（これはルクセンブルクまで続いていた）、ザール、ロレーヌで石炭が発見されたことにより、近代製鉄が開始された。そのため、ルクセンブルクはドイツの協力の元、工業化が促進されることとなった。
1879年、ドイツ帝国が自由通商政策を取り入れると、ルクセンブルクの製鉄のほとんどがドイツへ輸出されることとなり、製鉄を中心とした産業がルクセンブルクの基幹産業と化し、そのためにそれまでルクセンブルクの中心産業であった農業の近代化が遅れることとなった。そして1820年代から始まっていた海外移民が加速されることとなり、その兆候は第一次世界大戦の勃発まで続いた。産業革命後は人々の流出が収まったかのように見えはしたが、その実、ルクセンブルクの工場で働く移民が増加しただけのことであり、ドイツ人、イタリア人、フランス人、ベルギー人らが流入、製鉄業に従事する労働者の60%が外国人と化し、その大半がドイツ人であった。そのため、ドイツ化の懸念が発生していた。
|                                       | 1875年    | 1880年    | 1890年     | 1900年     | 1910年     | 1922年     | 1930年     | 1935年     | 1947年      | 1960年       | 1966年       | 1970年       | 1981年       | 1990年       |
| ------------------------------------- | --------- | --------- | ---------- | ---------- | ---------- | ---------- | ---------- | ---------- | ----------- | ------------ | ------------ | ------------ | ------------ | ------------ |
| 総人口                                | 205,158   | 209,570   | 211,088    | 235,954    | 259,891    | 260,767    | 299,933    | 296,913    | 290,922     | 314,889      | 334,790      | 339,841      | 364,602      | 378,400      |
| 外国人人口 総人口に占める割合         | 5,895 3%  | 12,543 6% | 17,990 9%  | 28,988 12% | 39,723 15% | 33,436 13% | 5,831 19%  | 38,369 13% | 29,142 10%  | 41,516 13.2  | 56,733 16,9  | 62,504 18,4  | 95,789 26,3  | 104,000 27,5 |
| ドイツ人 外国人人口に占める割合       | 3,497 60% | 8,412 67% | 12,296 68% | 14931 52%  | 21,762 55% | 15,501 46% | 23,576 42% | 16,815 44% | 7,525 25.8% | 7,941 19.1%  | 7,950 14%    | 7,789 12.5%  | 8,851 9.2%   | 9,000 8,7%   |
| イタリア人 外国人人口に占める割合     | 71 1%     | 219 2%    | 439 3%     | 7,432 26%  | 10,138 26% | 6,179 19%  | 14,050 25% | 9,268 24%  | 7,622 26.2% | 15,708 37.8% | 24,902 43,9% | 23,433 37.5% | 22,257 23.3% | 20,400 19,6% |
| フランス人 外国人人口に占める割合     | 853 15%   | 1,085 9%  | 1,425 8%   | 1,895 7%   | 2,103 5%   | 4,335 13%  | 4,669 8%   | 3,478 9%   | 3,660 13%   | 5,003 12.1%  | 7,168 12.6%  | 8,430 13.5%  | 11,940 12.5% | 12,800 12.3% |
| ベルギー人 外国人人口に占める割合     | 1,353 23% | 2,548 20% | 3,234 18%  | 3,877 13%  | 3,964 10%  | 3,695 11%  | 4,080 7%   | 3,273 9%   | 3,645 13%   | 5,232 12.6%  | 5,968 10.5%  | 6,470 10.4%  | 7,854 8.2%   | 9,400 9%     |
| ポルトガル人 外国人人口に占める割り合 | -         | -         | -          | -          | -          | -          | -          | -          | 0 0%        | 26 0%        | 1,147 2%     | 5,745 9.2%   | 29,309 30,6% | 34,000 32.7% |

### 揺れる存続問題
ルクセンブルクは独立は果たしたものの、その立場は微妙であった。特に1839年に結ばれたロンドン条約はベルギーとオランダの対立を解消するためのものでしかなく、ルクセンブルクについてはあくまでも暫定措置でしかなかった。そのためルクセンブルク独立について事細かに制定されておらず、オランダやベルギーのみならず、フランス・ドイツも併合を主張することができた。特にドイツは、プロイセン軍がルクセンブルク市に駐屯しているという事情があった。1848年にドイツ統一を目的とした議会がフランクフルトで開催されると、ルクセンブルクを含めてドイツ連邦所属国は全て代表を送るよう要請され、ルクセンブルクの危機が迫ったが、結局この議会は失敗に終わり、ルクセンブルクの独立は保たれた。
1866年に普墺戦争が勃発すると、ルクセンブルクは慎重な姿勢を示し、中立を保った。戦後、北ドイツ連邦が形成されたが、プロイセンの宰相ビスマルクはルクセンブルクの不参加を承認した。しかし、ルクセンブルクには息をつく暇もなく、次の危機が迫っていた。ルクセンブルクはこの時点でもオラニエ＝ナッサウ家の個人所有であったが、それを見越したフランス皇帝ナポレオン3世がオラニエ＝ナッサウ家当主ギヨーム3世に買収を持ちかけ、ギヨーム3世もこれを承諾した。
またベルギーもこの状況に至り、ルクセンブルクの領土は1839年に譲ったに過ぎず「引き裂かれた兄弟」としてルクセンブルクの「返還」を主張、ルクセンブルクの独立は風前のともし火になるかと思われ、ある人物は「国の存続ができるとは思わない」と書き残している。
プロイセンはルクセンブルクに部隊を駐屯させていることやその戦略価値から猛烈に反対、プロイセンとフランスの激突は秒読み寸前にまで至っていた。しかし1867年5月、この事態を憂慮した列強各国がロンドンで会議を開いて妥協点を模索、結局、イギリス・フランス・プロイセン・オーストリア＝ハンガリー・イタリア・ロシアらの保証の元、ルクセンブルクは非武装永世中立国とされることが決定、プロイセン軍は引き上げ、さらにルクセンブルク城塞も解体された。
しかし1870年、普仏戦争が勃発するとその状況が一変した。当初、プロイセン軍は中立国であるベルギー、ルクセンブルクを通過せず、ロレーヌ経由でフランスを攻撃、ルクセンブルク政府も国民に中立を呼びかけたが、国民の同情はフランスに向いていた。さらに、プロイセン軍が勝利を収めるに従い、ドイツの新聞はルクセンブルクの併合を論じ始めた。しかし、ルクセンブルクの人々はそれに対抗、ギヨーム3世の弟であるルクセンブルク総督アンリ（ヘンドリック）王子に請願書を手渡し、ルクセンブルクの独立と中立を要請した。そして、ルクセンブルクの人々は国歌をもじって“Mir wëlle jo keng Preise gin”（我々はプロイセンにはならない）と歌い、ナショナリズムの高揚が始まった。しかし1870年12月、ビスマルクはルクセンブルクへ東フランス鉄道会社（ルクセンブルクの鉄道と路線を結んでいた）が怪しい行動を行っているとして「プロイセン政府は軍事作戦においてルクセンブルクの中立を考慮しない」と威嚇的な通告を送った。これは領土についてではなく鉄道についての通告であり、ギヨーム鉄道網はドイツの管理下に置かれ、1872年には鉄道を譲渡させたが、この状態は普仏戦争終了後も続き、ルクセンブルクの経済面をドイツが支配することとなった。しかし、ルクセンブルクではナショナリズムの高揚が続いており、総人口20万のうち成人男子4万4千人らが独立を保つ請願書に参加している。

### 同君連合の解消
1890年、ルクセンブルク大公兼オランダ国王のギヨーム3世が男子の後継ぎの無いまま世を去った。オランダ王位は娘ウィルヘルミナが継いだが、ルクセンブルク大公位には女子が継承するという規定がないために、結局ナッサウ＝ヴァイルブルク家のアドルフが継ぐこととなった。ルクセンブルク国民は、元はドイツの領邦君主ナッサウ公（普墺戦争により取り潰された）であったアドルフの即位によってドイツの影響が強まることを懸念したが、アドルフと息子ギヨーム4世、さらにその娘マリー＝アデライードの間、ルクセンブルクの独立は保たれ、歴代大公は伝統を尊重してフランス語の習得まで行った。そのため、ルクセンブルクはオランダとの決別に成功し、新たな「ルクセンブルク家」はそれまでのオラニエ＝ナッサウ家と違い、ルクセンブルクに定着することとなった。また、ルクセンブルクではドイツへの併合の懸念から、それまでのルクセンブルク語が「ルクセンブルクで話されるドイツ語」であるという概念を否定し、議員のミッシェル・ウェルターは「我々は外国語であるフランス語、ドイツ語らを習得することはできない、我々の母国語はルクセンブルク語である」と発言、ルクセンブルクにおけるアイデンティティが確立されていった。

## 第一次世界大戦の勃発

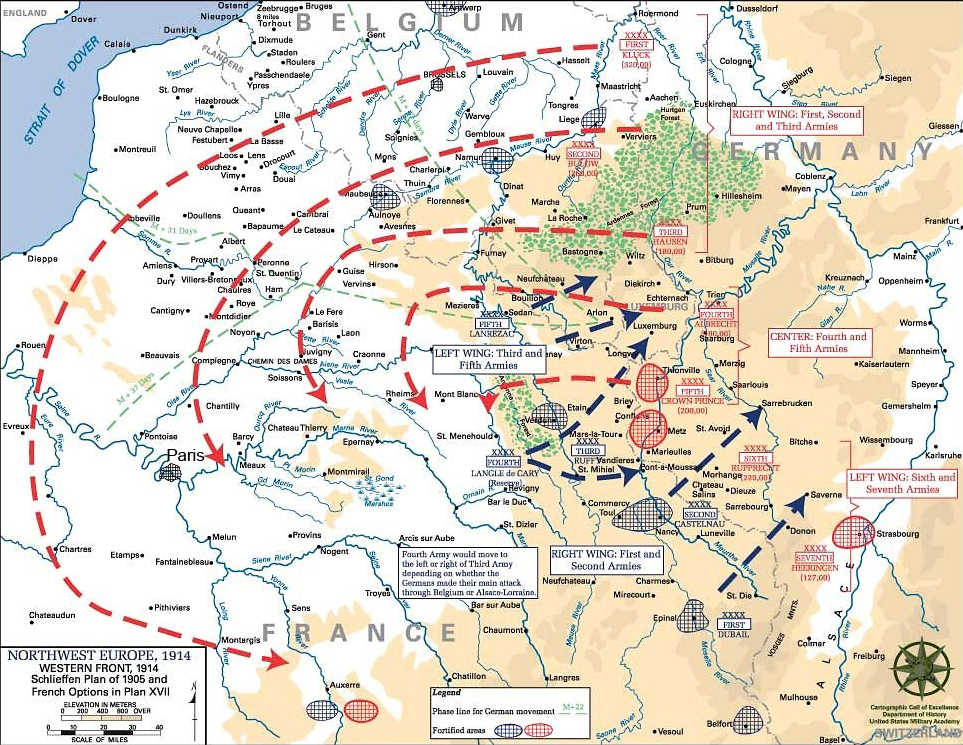
シュリーフェン・プラン

第一次世界大戦が勃発すると、ドイツ軍はシュリーフェン・プランに従い、1914年8月2日にルクセンブルクへ侵入した。4日、ドイツはその非を認め、これはあくまでも作戦上のものであってルクセンブルクに敵意があるわけではないと説明した。状況に変化はなかったが、ドイツはルクセンブルクの政治には最小限でしか干渉しなかった。このドイツ軍の侵入はルクセンブルクにとっては突発的なことであり中立を侵害していると抗議したが、それも受け入れられず、結局ルクセンブルク政府はなんとか中立の維持に努めた。

ベルギーはルクセンブルク併合の野心を抱いており、亡命中であったベルギー外務省は1839年に失った領土を取り戻して「大ベルギー」を形成することを目論んでいた。しかし、ベルギー国王アルベール1世を含むベルギー政府らは検討の結果、領土要求を先送りすることを決定。フランスを始めとした列強各国への牽制の意味を含めた上でルクセンブルク大公国の「自国領土への復帰」の表明を1915年6月に行い、さらに連合国へ主張の正当性について宣伝をした。

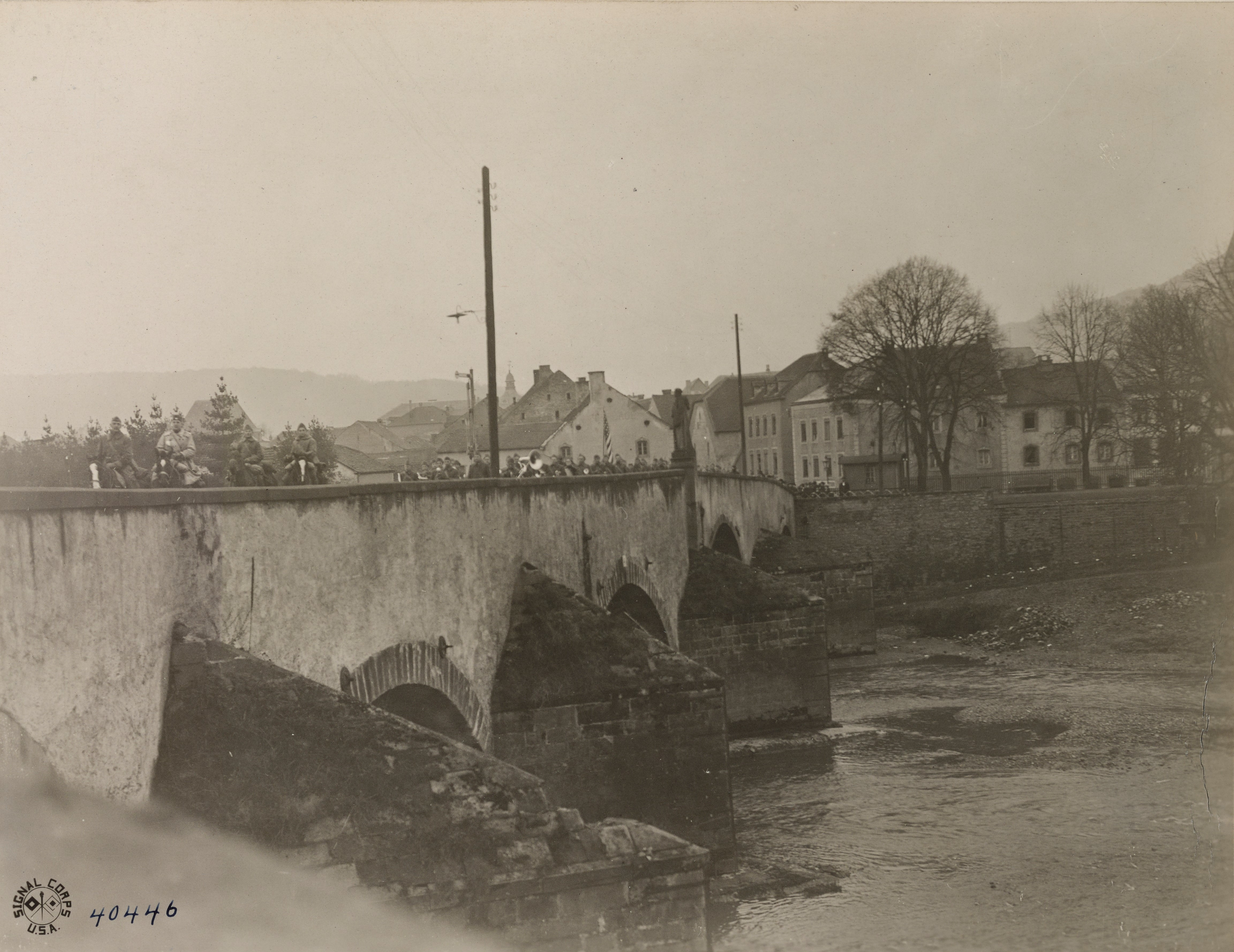
エヒタナハの橋を渡るアメリカ第125歩兵師団、1918年12月1日

一方でフランスはルクセンブルクが戦前と同じ地位にいることを許すべきではないと考えていたが、国内でも意見が割れたため、フランス首相アレクサンドル・リボーはベルギーに対し、ルクセンブルクはフランスの戦争手段ではないと秘密裏に通告、これは『リボー宣言』とされた。
戦争直前の1914年6月、ルクセンブルクでは国会選挙が行われていたが、その結果、左翼連合（自由党、社会民主党）とカトリック党が主導権争いをしており、ルクセンブルク政府はこの危機に対して挙国一致体制で臨むことができず、ルクセンブルクの舵取りは24歳のマリー＝アデライード大公に委ねられることとなった。この当時、ルクセンブルク政界はドイツとの関係維持に肯定的であったため、マリー＝アデライードもそれに倣い、1914年9月にはルクセンブルクを訪れたドイツ皇帝ヴィルヘルム2世とも会見を何度か行った。そして1915年、アデライードは国会を解散、これにより右派が勢力を増したが、これは左派の敵愾心を募らせただけにすぎなかった。

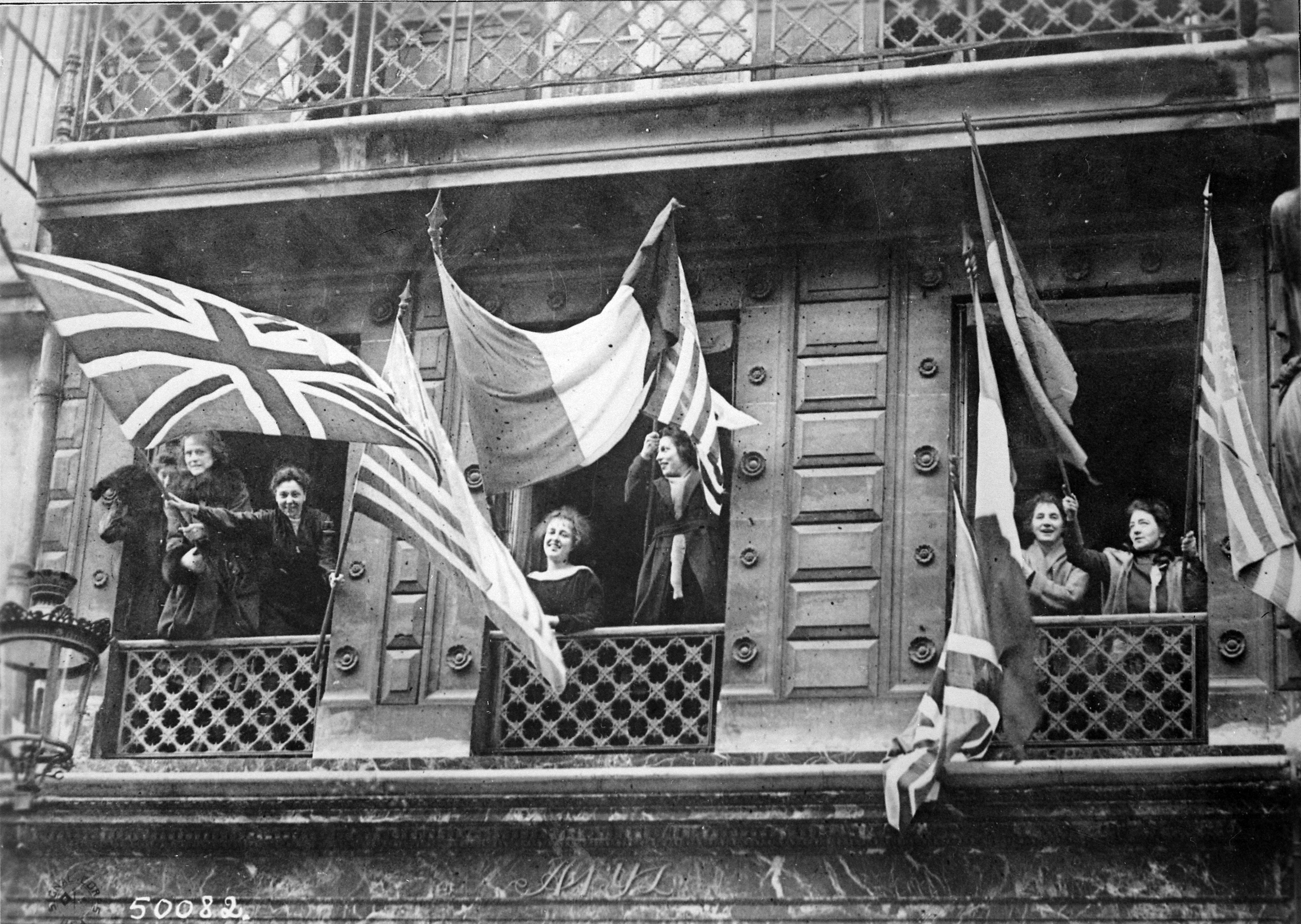
連合軍を歓迎するルクセンブルク市民。1918年11月

1918年11月11日、第一次世界大戦が終結すると、左派の「労働者・農民ソヴィエト」グループが共和国宣言を行ったが、これは鎮圧された。そしてマリー＝アデライード大公に敵対心をもっていた左派は国会において大公の退位を求める動議を提出したが、これはなんとか僅差で否決された。さらに連合国もマリー＝アデライードが親独的であったため、フランスなどはルクセンブルク外相との会見も拒否していた。1919年1月、左派はクーデターを起こして人民委員会を樹立、共和国宣言を行った。これに対し右派もマリー＝アデライード大公を支えることができなくなったために退位を進言、妹のシャルロットが大公に就任した。さらにこの事態によりルクセンブルクの秩序が乱れることを恐れたフランス軍が決起軍を解散させたため、このクーデターは失敗に終わった。さらに左派はシャルロットの即位も阻止しようとしたが、この時は国会で大差で否決されたため、シャルロットは大公に即位、君主制批判も和らいだ。そして政府は君主制か共和制かを選択する国民投票をすることを宣言、これにベルギーが介入したが、ルクセンブルク国民らはデモを行い、「ルクセンブルクはルクセンブルク人のもの!」と宣言した。
経済面では1918年12月、連合軍の指導によりルクセンブルクはドイツ関税同盟から離脱させられたが、このためにフランスへの依存が拡大した。

## 戦間期
1918年9月以降、連立政権が政権を担っており、1919年の選挙でカトリック党が勝利した後も、左派を含む連立政権で運営を行っていた。しかし1921年、左派の大臣が個人的理由で辞任すると左派との繋がりも消滅し、カトリック党単独政権となった。1925年の選挙において右派は第一党は確保はしたが絶対多数を失ったため、左派とリベラル諸派らの連合が政権を担うこととなったが、これは連立というよりも寄せ集めに過ぎず16ヶ月で崩壊したが、社会保障改革や労働者評議会の復活等、労働関係の政策が取られた。1926年、右派が政権に就くとジョゼフ・ベッシュ（en）が首相と外相に就任し、1937年まで外相の地位を保持したが、右派は最大勢力ではあったものの単独で政権を担うことはなく、リベラル派や左派との連立を行った。
世界恐慌が発生すると、1921年に結成されたがその勢力が脆弱であったルクセンブルク共産党が勢いを増したが、1937年ベッシュはこれを禁止するための法案を提出した。この法案は議会こそ通過したものの、ベッシュが国民投票で決定させようとしたが、反対票が僅かに上回り（50,7%）否決された。さらに同時に行われた議会選挙において、右派は勢力は維持したものの、連立を組んでいたリベラル派は勢力を減じることとなったために、ベッシュは退陣、右派のピエール・デュポンを首班として左派社会党と連立を組むこととなった。

### 経済問題
ドイツ関税同盟からの離脱により、ルクセンブルクは大きな影響を受けることとなった。それまで保護されてきた農業は新たに結んだベルギーとの関税同盟により大きな影響を受けると考えられた。政府は新たな経済同盟についても保護措置の導入に成功したが、大改革の必要が発生した。しかし、農業の市場化は行われること無く、第二次世界大戦後にヨーロッパ経済共同体（EEC）創設の際に結ばれたローマ条約交渉時に問題となることとなる。
さらに醸造業も、これまでのたいして高級でもないワインをドイツに出荷していたが、それも不可能となったためにこれまでのぶどう畑は高級ワイン用のぶどう畑に転換され、協同組合による酒蔵も設立、1925年にはワイン醸造研究所が設置されその品質管理を行った。そのため、ワイン生産量の3分の1が輸出向けとしてベルギーへ出荷され、さらにベルギー政府もルクセンブルク・ワインの保護は支持した。

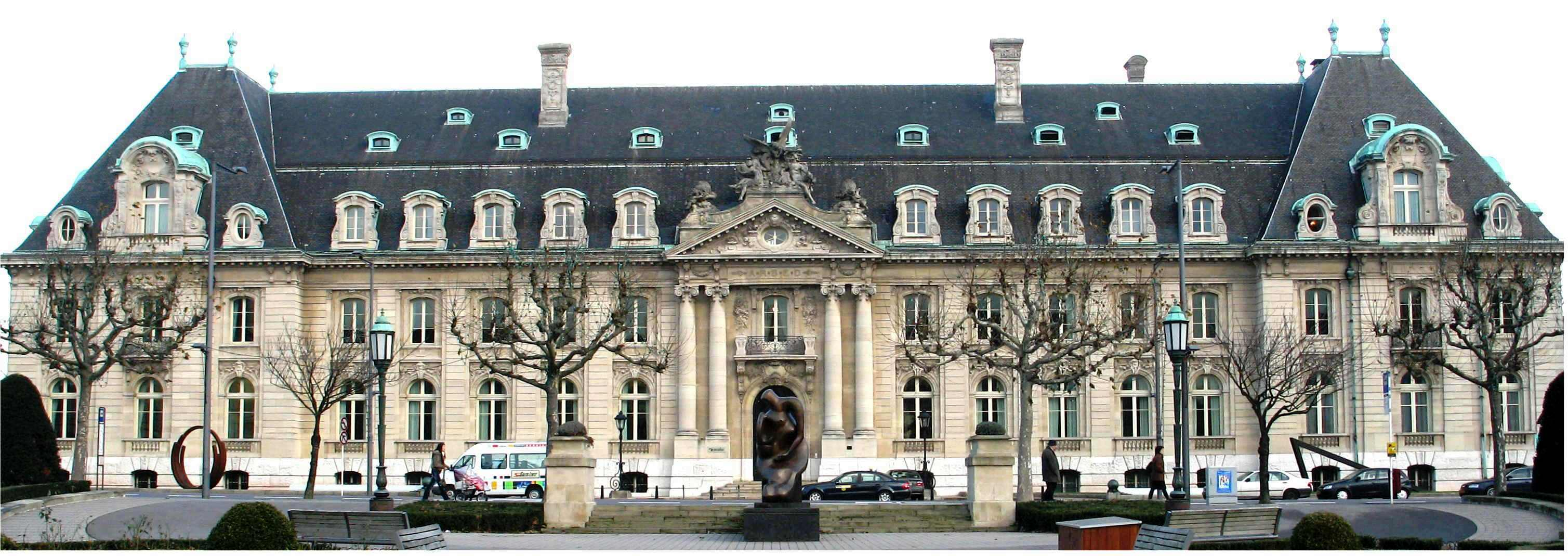
旧アルベット社本社（現アルセロール社本社）

製鉄業はそれまで工場を所有していたドイツ資本が第一次世界大戦の敗北により全てを放出、さらにドイツという最大の市場を失うこととなった。そのためフランス・ベルギー系の資本がルクセンブルクの工場に流入することになり、アルベット社 (en) （アルセロール社を経て現アルセロール・ミッタル）、ラ・ハディル社が二大製鉄会社となった。
|      | 1868年  | 1870年  | 1880年  | 1900年  | 1913年    | 1926年    | 1929年    | 1937年    | 1974年（参照） |
| ---- | ------- | ------- | ------- | ------- | --------- | --------- | --------- | --------- | -------------- |
| 鋳鉄 | 935,000 | 128,000 | 260,500 | 971,000 | 2,548,000 | 2,560,000 | 2,900,000 | 2,520,000 | 5,469,000      |
| 鋼鉄 | -       | -       | 184,700 | -       | 1,182,000 | -         | -         | 1,550,000 | 6,448,000      |

ルクセンブルク系のアルベット社はドイツ市場を失ったことにより多国籍に輸出を行ったように、製鉄業は世界規模で活動を続けたが、世界市場は流動的であった。そして、1923年、フランスのルール占領によりルクセンブルクの製鉄業は大打撃を負った。そのため、アルベット社の経営者エミール・マイリッシュはフランス、ドイツ両経済界へ働きかけ、さらに1925年のロカルノ条約、1926年のブリアン・シュトレーゼマン会談などの好影響を受けた上で「鉄鋼国際了解」（Entente internationale de l'acier）の結成にこぎ付けた。この了解は一種の国際カルテルではあったが、ドイツ、フランス、ベルギー、ルクセンブルク、ザールによる生産高の自主規制をすることになり、ルクセンブルクの製鉄業は第一次世界大戦後の状況に対応することができた。
しかし、この努力も世界恐慌により、大打撃を受けることとなる。

### 労働問題
第一次世界大戦中、ルクセンブルクはドイツに占領されたため、労働者の生活環境は著しく低下、ルクセンブルク政府もこれには無為無策であった。そのため1916年8月、労働者たちは組合の結成を開始していた。第一次大戦後、ドイツ軍は撤退したが、ルクセンブルクの製鉄業はドイツから資源が供給されなくなった事、さらに市場であったドイツが疲弊し切っていたことから苦境に陥っており、さらに1918年2月のドイツ関税同盟からの離脱もさらにそれに拍車をかけることとなった。特に1918年11月から1919年1月の間、ルクセンブルク独立が危機に陥っていたため、政府はこれに対応する余裕がなかった。そのために1919年から1920年にかけてストライキが頻発、1921年になると全金属製品の価格下落が発生した。フランス系のハディル社では社員のまず7%、後には17%もの解雇が発生したが、労働運動が急進化していたため、解雇期限を越えても彼らは働き続けていた。
しかしこれも、1921年のハディル社を代表とする解雇問題と1917年のロシア革命の影響で、急進化していた労働運動は解雇が行われなかったルクセンブルク資本のアルベット社にまで波及した。ロックアウトで対応した会社に対し、労働評議会を形成して経営権を掌握しようとしたが、これは政府が武装警察を投入したことと、フランス軍が介入の意思を示したため、流血を見ることなく終わった。政府はこれらの諸問題を重く見て、フランス系ハディル社やベルギー系のウグレ・マリエ社、地元系アルベット社と労働者の仲介を試みた。ハディル社、ウグレ・マリエ社は妥協しようとしなかったが、アルベット社は妥協した。このため、労働者側の敗北に終わったが、これには他にも不況が経営者に有利に動いたこと、製鉄業のみがストを行っただけに過ぎなかったこと、農民や中流階級が参加しなかったことが要因として挙げられている。しかし、敗北したのは労働者だけでなく政府も傷を負っており、フランス・ベルギー政府の閣僚らがルクセンブルク首相エミール・ロイターの元を訪れて労働者評議会制度の廃止を申し入れ、これに屈していた。
1921年のストライキはルクセンブルクに大きな影響を残した。労働組合らは共産主義者に代わって、それまでに得た社会的権利や賃金の維持を図るようになった。また、政府も改良主義的方針を採用、1924年に成立した法律で職能会議を設立、その中には「労働会議」も含まれ、関連法案制定時にはその意見を聞くことが条件とされていた。そして1925年、工場労働評議会が再設立され、労働組合、労働会議、労働評議会の三機関を通じて労働者は意見を表明することが可能とされた。しかし1929年に世界恐慌が発生すると、賃金がカット（世界恐慌前の6割）されたが、政府はこれに対して「賃金委員会」を設立、経営者側も賃金是正を了承した。
しかし、諸組合は「賃金委員会」のさらなる規模拡大を狙って、1936年1月に大規模なデモを実施した。労働者側発表4万人、警察側発表2万人にまで達したこのデモは、アルム広場で大会を開催したが、政府はこれに対して「労働国家評議会」の設置を設定、経営者も組合を正式な代表と認めざるを得なくなった。そして国会では労働運動に関する諸刑罰について廃止を行い、労働者の権利が拡大した。

### 対外問題
1918年2月、パリにおいて10カ国により会議が開かれたが、ベルギーはルクセンブルクの併合を強硬に推し進めようとしたが、これをフランスが阻止した。ルクセンブルク首相エミール・ロイターは会議でルクセンブルクの独立維持を訴え、その結果ヴェルサイユ条約では永世中立の義務は解消された。ルクセンブルクは戦前と同じ地位を確保することとなったが、ここにはフランスとベルギーの存在が関係しており、ベルギー軍がルクセンブルクを占領しようとした際にはフランスはそれを妨げていた。そしてアメリカ大統領ウッドロウ・ウィルソンの唱えた「民族自決」の精神もルクセンブルクの独立に寄与していた。
1918年9月28日、君主制か共和制かを選択する国民投票が行われたが、これは80%もの圧倒的多数で君主制の維持が選択された。さらに同時に経済同盟をベルギーもしくはフランスのどちらと選ぶかの国民投票も行われたが、これはフランスとの同盟を選んでいた。しかし、ベルギーと交渉を重ねていたフランスはこれを拒否、ベルギーを選ばざるを得なくなっていた。1921年7月、ベルギー・ルクセンブルク経済同盟協定が結ばれたが、これはルクセンブルクに不利なものであり、当初ベルギーとフランスが利益を得ることとなった。しかし、この経済同盟は以前のドイツ関税同盟とは違い、ルクセンブルクにも発言権があったため、やがてルクセンブルクの利益と化すこととなる。
しかし、この関税同盟も製鉄、アルコール、鉄道の諸問題で軋轢が発生、さらには1929年に発生した世界恐慌により破綻しつつあった。そして世界恐慌のために各国が保護主義に走り始めるとベルギー・ルクセンブルクの国境関税も復活、同盟は崩壊寸前であった。しかし、1935年、両国は交渉を開始、輸入割当と輸入税において共通政策が導入され、司令権はベルギーが握り続けたが、同盟内の自由通商の原則が再確認され、同盟は両国が対等な地位となった。
ヴェルサイユ体制の下、ルクセンブルクはそれまでのドイツ依存から抜け出し行動の自由を得ることとなった。確かにフランス・ベルギーにも依存していたが、以前のドイツほどではなく、さらに国際連盟にも1920年に参加、早期参加国となった。中立義務は廃止されたが、ルクセンブルク政府としては中立政策の維持を考えていた。1925年のロカルノ条約には参加しなかったが、その恩恵は受けることとなった。しかし1935年、イタリアのエチオピア侵攻により、その立場を変則的に適用しなければならず、イタリアへの経済制裁には参加するが、軍事制裁には参加しない立場を表明した。
1930年以降、ベルギーはフランス・ベルギー軍事協定から離れ、第一次世界大戦時の中立方針を採っていたが、1936年3月、ナチス・ドイツがラインラント駐留を開始すると状況が一変した。しかし、ベルギーが中立政策を取っている以上、ルクセンブルクも中立方針を放棄することはできず、1937年4月、ルクセンブルク首相ジョゼフ・ベッシュも中立政策は放棄しないと海外プレスの前で強調した。ベッシュは諸国から中立の保証を得るための活動を行ったが、イギリスを筆頭に各国はこれを拒否、1938年には国民の支持を得ているにもかかわらず、ルクセンブルクの中立の保証を得ることは成功しなかった。1930年代、外相を兼務していたベッシュは国際連盟の諸会合にも常に出席を続け、ルクセンブルクの中立を維持するためのありとあらゆる努力を行ったが、結局中立の保証を得ることはできず、第二次世界大戦においてナチス・ドイツの侵攻を受けることとなる。

## 第二次世界大戦

### 始まり
1939年9月1日、ドイツがポーランドへ侵攻を開始、それに伴いイギリス・フランスがドイツに対して宣戦布告、ここに第二次世界大戦が開始された。当初、西部戦線では戦闘も無く、まやかし戦争と呼ばれた。1940年5月9日にはドイツは「ルクセンブルクの統一及び独立を侵害する意図を持っていない」という誓約をルクセンブルク政府に行った。しかし翌5月10日、ドイツ軍は西部戦線において攻勢を開始、ルクセンブルク政府及びシャルロット大公らはすぐさま亡命を開始した。元々非武装中立方針を採用していたルクセンブルクに対し、ドイツ軍は首都ルクセンブルク市西方へグライダーで奇襲を行ったため、すんでのところでフランスへの亡命に成功した。しかし、フランス軍はドイツ軍の攻撃の前に間もなく崩壊、大公らは中立国スペインへ脱出、6月24日にはポルトガルのリスボンへ至ることとなった。
ルクセンブルクは非武装中立であったため、ドイツ軍の攻撃の前にフランス軍が立ちはだかり、ルクセンブルクでも戦闘が行われ、5万人がフランスへ、4万人がルクセンブルク内の戦闘が発生していない地域へ避難したが、幸いにもルクセンブルクでは激しい戦闘が行われることはなかった。しかし、政府及び大公があまりにも突然に亡命したため、ルクセンブルク内では国民への声明も行われず、また、政府亡命後のルクセンブルクにおける行政権の担当も決まっていない状況であった。一応、議会では5月11日に中立国への侵犯について抗議を行い、さらに16日には亡命した政府の代わりとして官房長官ウェーラーを長として政府評議委員会の設立を行った。ドイツ占領軍はこの評議委員会を行政委員会へ変更した。
ドイツの侵攻は、1867年のロンドン条約以来のルクセンブルク中立政策を転換させることになった。シャルロット大公とピエール・デュポン首相の政府は明確にドイツに対する敵対姿勢を見せるようになり、亡命政府は第二次世界大戦終了後の自国の地位を確保するための活動を開始、連合国の一員として活動するようになった。
フランスの降伏により、フランスを頼みとしていたルクセンブルク国民らは失望していたが、仮政府と化した行政委員会はドイツと交渉を開始、シャルロット大公の復帰についてドイツ外相ヨアヒム・フォン・リッベントロップへ書簡を発したが、これは無視された。そのため、ドイツ総統アドルフ・ヒトラーやローマ教皇ピウス12世などへの呼びかけを行ったが、このためにゲシュタポに睨まれることとなり、ナチス・ドイツはルクセンブルクのゲルマン化とドイツへの併合方針を決定していた。
さらにポルトガルへ脱出した亡命政府も、ポルトガル政府が政治活動を行わないことを条件に滞在を許可している状態のため、身動きが取れなかった。そのため、シャルロット大公の夫フェリックスがワシントンにおいて活動を行い、ホワイトハウスとの交渉に成功、アメリカ大統領フランクリン・ルーズベルトは軽巡洋艦トレントンをリスボンへ派遣した。一時的に帰国を要請する書簡がシャルロット大公へ届いたため、シャルロットはアメリカ行きを躊躇ったが、1940年8月2日、ルクセンブルクを含む地域を担当していたドイツの大管区指導者がルクセンブルクの行政権を全て掌握、さらにルクセンブルクのゲルマン化を開始したため、シャルロット大公や亡命政府はカナダへ拠点を移動させることを決定した。さらにシャルロット大公はBBC放送を通じて国民へ呼びかけを行った。
亡命政府はカナダに到着すると、モントリオールを拠点とした。ただし、ベッシュ外相など一部閣僚はロンドンに残して外交拠点としたが、拠点を2箇所にしたことで問題が生じることとなった。

### 亡命政府の苦悩
ルクセンブルクは資産をベルギー国立銀行に預託していた。ベルギー国立銀行は保管・保有する全資産の3分の2をアメリカへ避難させた。残りの3分の1にルクセンブルクの資産があった。この3分の1がダカール経由となったが、フランスのヴィシー政権に押さえられ、ナチスの手に渡った（フランス銀行#現代も参照）。結局、コンゴ植民地から収益のあるベルギー政府に資金を前借りした。
亡命政府は占領されたルクセンブルクの国民たちを鼓舞して連合軍の勝利を確信させるため、頻繁にBBC放送を通じて宣伝を行い、シャルロット大公もそれに加わった。そして連合軍に所属する諸国の一般世論へもその支持を訴え、ナチスによるゲルマン化の恐ろしさを伝え、さらに1942年8月、ルクセンブルクで発生したゼネストをドイツ軍が鎮圧した時、遂には世界規模でナチスを非難する反響を得ることに成功した。しかし、あまりにも国土が狭いため、連合国首脳のコメントの中にルクセンブルクが含まれないこともあったため、「忘れられないための常なる戦い」を亡命政府は続けなければならなかった。ただし、ルクセンブルクはアメリカが策定した戦後の援助プログラムに加えられ、ロンドンでの諸国外相会議にも常に参加した。
一方でルクセンブルクは非武装中立方針であったため、兵士などがほとんど存在しなかった。フェリックスやジャン大公世子を始めとするルクセンブルク人は義勇兵として連合国軍に参加して各戦線で戦った。1944年、ルクセンブルクから亡命した人々や他国の外人部隊に所属していたルクセンブルク人らを召集してルクセンブルク中隊を編成、ベルギー第1旅団に所属させたが、戦後この影響からルクセンブルクでは兵役義務制が実施されることとなる。
そして、この期間に亡命政府は同じく亡命していたベルギー政府やオランダ政府との関係を深めることとなり、終戦後に新たなベルギー・ルクセンブルク経済同盟（Union économique belgo-luxembourgeoise, UEBL）が一新された上で締結され、さらに三国は1945年9月5日、ベネルクス協定を締結する関係にまで至った。
当初見捨てられたと考えていたルクセンブルク国民たちも、ナチス・ドイツによるゲルマン化政策を中心とする占領期間が長引いたため、政府の亡命を正しいことであったと考えられるようになった。

### 占領下の苦悩

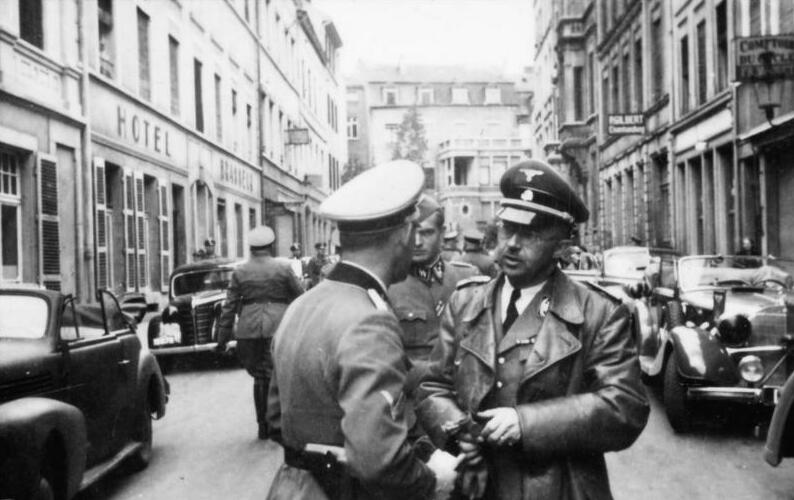
ルクセンブルクを訪問する親衛隊全国指導者ハインリヒ・ヒムラー、1940年7月

1940年7月29日、ルクセンブルクに隣接するドイツ国のコブレンツ＝トリーア大管区の大管区指導者、グスタフ・ジーモンがルクセンブルク民政長官として民政を担当することとなった。
ジーモンは着任早々、公用語を全てドイツ語へ変更、フランス的なものの破壊を開始した。フランス語の授業は停止され、ルクセンブルク国民の姓名に至るまでドイツ語へ変更された。そのためにバスクのベレー帽までが禁止される事態にまで至った。ジーモンはゲルマン化の名の下、ルクセンブルクという国の解体を目論み、8月14日には「ルクセンブルク国」「ルクセンブルク大公国」という表現使用を禁止した。8月から10月にかけて政党の禁止、代議院と枢密院の廃止、ルクセンブルクの憲法および法律の停止を行い、最終的には行政委員会も廃止、ドイツの法制が導入されて事実上、ドイツへの併合状態に至り、最後には「ルクセンブルクはもはや存在しない」と宣言まで行った。
さらに文化面でもその活動は始まった。ルクセンブルクでは元来フランス文化が優位であったが、1934年に設立された「ドイツ文学芸術協会」（GEDELIT, Gesellschaft für deutsche Literatur und Kunst）が秘密裏にナチスとの協力関係を結んでいた。1935年、ダミアン・クラッツェンベルクが会長に就任したことにより、それまでドイツ伝統文化を宣伝するだけであった協会は、ナチスの宣伝も開始した。1940年6月、クラッツェンベルクはさらに「ドイツ国民運動」（VDB, Volksdeutsche Bewegung）を結成、ルクセンブルク人は人種的にも言語的にもドイツ人であると宣伝を開始、ルクセンブルクは祖国ドイツへ復帰すべきであると説いた。1940年8月の時点で600人が参加していたが、9月には6,000人にまで増加した。ただし、これは様々な圧力があってやむなく参加した人も含まれている。
翌年になるとさらにその圧力は強まり、ルクセンブルク国民の「ゲルマン化」が促進された。そしてヨーロッパ各地で連勝を続けるドイツ軍らの情報を聞くに及び、連合国の勝利を疑う者まで現れた。そのため1941年、ドイツはVDBへの参加者を7万人と発表、1941年10月に予定していた国勢調査においてドイツに有利な状況を作り出そうとしていた。この国勢調査はドイツにより誘導的なものとして、自らが属する国籍、使用する言語、属する人種に関する質問が用意されており、返答次第では逮捕することになっていた。しかし国勢調査の寸前、一つのメッセージ「dreimol Letzebuergrsch!」（3つの質問全てにルクセンブルクと書こう!）が国中を駆け巡ったため、国勢調査表の強制回収は中止されることとなった。この1941年10月10日の出来事で、「ゲルマン化」へ邁進するナチス・ドイツに対してルクセンブルク国民の間でナショナリズムが高揚することとなり、現在も10月10日は「国民連帯の記念日」として祝われている。
この国勢調査の失敗により、ナチスは別の手段による「ゲルマン化」の促進に方針を転換した。1942年にはルクセンブルクはコブレンツ＝トリーア大管区に編入されて「モーゼルラント帝国大管区」とされた。8月23日にはドイツ系住民に対して徴兵制を導入し、徴兵者にドイツ国籍を付与するに至った。8月31日、ルクセンブルク国民らはこれに対してゼネスト (en) で対抗したが、ジーモンはこれに弾圧を加え、死刑や強制収容所へ送られるものも存在した。そしてジーモンは「ルクセンブルク人らに自発的にゲルマン化を選択させる」ことをあきらめ、徹底的な抑圧政策を実行、「ヒンツェルト」には強制収容所が設立された。そしてさらにルクセンブルク国民の30%をドイツ東部へ追放することも開始されたが、これは4000人ほどが追放された時点で終戦を迎える事となった。
| 全人口（ルクセンブルク国籍）                    | 290,000（260,000） |
| ----------------------------------------------- | ------------------ |
| 逮捕、もしくは強制収容所へ送られた者 内、死亡者 | 3,963 791          |
| ドイツ東部へ強制移送された者 内、死亡者         | 4,186 154          |
| 抵抗活動へ参加した者 内、死亡者                 | 589 57             |
| 政治的追放者                                    | 640                |
| 合計 内、死亡者                                 | 9,373 1102         |

徴兵制により10,211人がドイツ兵として徴兵され、東部戦線へ送られた。そのうち2,848人は故郷の土を踏むことがなかったが、徴兵された人々の34%が脱走を図った。脱走兵の家族らはドイツ東部へ強制移送され、捕らえられた兵士らも軍法会議で処刑されたが、一部の者はベルギーの抵抗組織「ベルギー白軍」やフランスの「マキ団」に参加、さらにイギリスにまで至り「ルクセンブルク中隊」に参加する者も存在したが、多くはルクセンブルク国内で戦争が終わるまで隠れ住んだ。
ユダヤ人たちはさらに過酷な運命を辿った。ヴィシー・フランスへ追放された者も存在したが、その多くが強制収容所へ送られ、ルクセンブルク国内に存在したユダヤ人3,700人のうち3分の1が犠牲となった。

### 抵抗活動
このような状況の中、ルクセンブルク内では「ゲルマン化」への抵抗が開始された。1939年に作成された独立100周年記念バッジを着用して抵抗を示す者も現れ、1940年10月には第一次世界大戦に参加して戦死した義勇兵の記念碑の撤去にも抵抗した。そして「1941年国勢調査」事件の発生以後、ルクセンブルクでもレジスタンス運動が組織化され、本格的な抵抗活動を開始する。初期には各組織は連携もとれずにバラバラに活動を行っていたが、「結合」（Union）が1944年3月に結成されたことにより、共産系から保守系まで党派を分け隔てることなく一つに纏まることとなった。
ただし、非武装中立であったために軍事的な活動は不可能であり、国民の士気を鼓舞することと、ナチスの犠牲者の救済およびその家族の保護に重点が置かれ、1942年8月31日のゼネストに対して行われた大弾圧以降、ナチスの犠牲となった人々らの救済に力が注がれた。
しかし、その一方でナチスに協力する人々も現れ、NSDAP（国家社会主義ドイツ労働者党）への参加者は1941年9月の時点で4000人を数えた。

### 第二次世界大戦の終結
1944年9月9日から11日にかけてのアメリカ軍の作戦行動により、ルクセンブルクは解放された。しかし12月16日、ドイツ軍が反撃を開始（バルジの戦い）。それまでさほど損害のなかったルクセンブルクは、この戦いで建物の3分の1が破壊され、その損害は72億フランにまで達した（当時のルクセンブルク国家予算が20億フラン）。第二次世界大戦中、戦争行為で死亡した人々は5,700名に及び、1972年にルクセンブルク政府は彼らの補償に100億フランを拠出することとなる。しかし、第二次世界大戦におけるナチスの弾圧に耐えたことにより、ルクセンブルクの人々は民族の独立を護り通し、その最後の過程が完成することとなった。

## 第二次世界大戦以降
1944年9月23日、ルクセンブルク亡命政府は帰国した。ただし、バルジの戦いにおける連合軍の作戦活動により制約が存在しており、しばしば軋轢を生む事となった。1944年12月、初めて議会が召集されたが議員が集まらず、代わりに国会議員やレジスタンス代表を招集したが、これは反対が噴出した。そのため、レジスタンスは亡命政府の早期退陣と投票による新政府の選出を求めていたが、これに対し戦前より継続していたデュポン内閣は政権維持のために基盤拡大を行った。しかし、レジスタンス及び共産党が反政府キャンペーンを開始、これをなんとかしのぎ切ったデュポンは10月に選挙をする事を宣言した。
1945年10月の選挙においては右派・キリスト教社会党が第一党を占め、第二党には社会党、第三党には愛国国民グループ、そして第四党の座には共産党がそれぞれ就いた。この時、亡命政府閣僚4人は苦戦を強いられ、1名は落選することとなった。11月13日、デュポンは4党合意により連立政権を樹立した。しかし1947年2月、各党の思惑が一致することなく4党連立は崩壊、このためキリスト教社会党、愛国民主グループらで連立政権を樹立した。結局、各種政権交代があったものの、デュポンは1953年に死去するまで首相を務め、さらにその後を継いだのは戦前の首相ベッシュであった。共産党は一時的に勢力を増したが、冷戦が発生したことにより1980年代には勢力を失う事となる。
また、政府はロンドン条約で規定していた非武装永世中立規定を破棄、徴兵制を導入した。そして国際的な出来事には全面的に参加して義務を果たした。さらに1945年国連憲章にも署名、国際連合にも参加した。さらに冷戦が発生すると1947年ブリュッセル協定にも参加、各国の相互防衛義務を負った上で1948年には北大西洋条約機構（NATO）にも加盟した。
さらに1944年、ベルギー・ルクセンブルク経済同盟が復活するが、さらに9月に亡命先のロンドンにおいてベルギー・オランダ・ルクセンブルク三政府の協議により関税同盟の創設が決定、発効は1948年1月にずれ込んだ。当初は関税抜きとされたものの、物品税や流通税が徴収され、その税金は互いに国境で保管するなど、その効果は限定的であった。そのため翌年10月に「仮同盟」がベルギー・ルクセンブルク経済同盟とオランダの間で締結され、1958年にベネルクス経済同盟条約が締結されて以降、三国が対等な国として経済活動も活発化することとなった。しかしこれも1960年代以降、欧州経済共同体（EEC）が発足すると、EECが完全にベネルクス経済同盟に取って代わることとなった。それに対してベルギー・ルクセンブルク経済同盟は現在も健在である。
1999年、ユーロを導入。
2006年、アルセロール社がオランダのミッタル・スチールと経営統合し、アルセロール・ミッタル社が発足。粗鋼生産ランキングで世界第1位となった。